# Zmarli w roku 2008

## Grudzień 2008
- 31 grudnia
  - Włodzimierz Borowski, artysta polski, malarz, przedstawiciel happeningu i sztuki konceptualnej
  - Carlo Carnevali, włoski trener reprezentacji szpadzistów
  - Premjit Lall, tenisista indyjski
  - Donald Westlake, amerykański pisarz
  - Magdalena Więcek, polska rzeźbiarka
- 30 grudnia
  - Stewart Cleveland Cureton, amerykański pastor
  - Richard Genelle, amerykański aktor
  - Bernie Hamilton, amerykański aktor
  - Roy Saari, amerykański pływak, mistrz olimpijski i rekordzista świata
- 29 grudnia
  - Ryszard Bożyczko, polski piłkarz, trener piłkarski, działacz sportowy
  - Włodzimierz Brzezin, ekonomista polski, były rektor Wyższej Szkoły Pedagogicznej w Częstochowie
  - George Rene Francis, amerykański rekordzista długowieczności
  - Freddie Hubbard, amerykański muzyk, trębacz jazzowy
  - Rudi Michel, niemiecki dziennikarz sportowy
  - Władysław Rydzik, naukowiec polski, specjalista konserwowania pasz i żywienia zwierząt
- 28 grudnia
  - Vincent Ford, jamajski autor tekstów piosenek
  - Alfred Pfaff, niemiecki piłkarz, reprezentant Niemiec, mistrz świata
- 27 grudnia
  - Delaney Bramlett, amerykański wokalista, muzyk, producent muzyczny
  - Jaroslav Fikejz, czeski lekkoatleta, skoczek w dal
  - Tuanku Jaafar, król Malezji w latach 1994–1999
  - Jacek Zaleski, chemik polski
- 26 grudnia
  - Blahoslav Hruška, czeski archeolog
  - John Costelloe, amerykański aktor
- 25 grudnia
  - Jerzy Sas Jaworski, polski kawalerzysta
  - Eartha Kitt, amerykańska piosenkarka i aktorka
  - Jerzy Krawczyk, polski bokser, olimpijczyk (1952)
  - Maciej Kuroń, polski publicysta kulinarny, dziennikarz, syn Jacka i Grażyny Kuroniów
  - Ann Savage, amerykańska aktorka
- 24 grudnia
  - Ian Ballinger, nowozelandzki strzelec sportowy, medalista olimpijski
  - Samuel P. Huntington, amerykański politolog
  - Harold Pinter, angielski dramaturg, laureat literackiej Nagrody Nobla w 2005
- 23 grudnia
  - Wacław Wilczyński, polski ekonomista
- 22 grudnia
  - Lansana Conté, prezydent Gwinei
  - Ryszard Nazarewicz, polski historyk
- 21 grudnia
  - Zbigniew Jabłonowski, polski biolog
  - Dale Wasserman, amerykański scenarzysta teatralny i filmowy, pisarz
- 20 grudnia
  - Gordan Čačić, chorwacki generał i polityk
  - Olga Kondratiewa, białoruska piłkarka ręczna, reprezentantka Białorusi
  - Olga Lepieszyńska, ukraińsko-rosyjska balerina
  - Robert Mulligan, amerykański reżyser filmowy
  - Albin Planinec, słoweński szachista
- 19 grudnia
  - Bernard Crick, angielski polityk
  - Wiesław Długosz, wioślarz polski, olimpijczyk
  - Jerzy Rosiński, polski organista, kompozytor muzyki chóralnej i organowej, profesor
  - Paul Weyrich, amerykański polityk
- 18 grudnia
  - Majel Barrett, amerykańska aktorka
  - Mark Felt, amerykański agent FBI
  - Hannah Frank, angielska rzeźbiarka
  - Nahla Hussain al-Shaly, iracka aktywistka
  - Robert Jonquet, francuski piłkarz
  - Joachim Olkuśnik, polski kompozytor, publicysta, członek Związku Kompozytorów Polskich (ZKP)
  - Ivan Rabuzin, chorwacki malarz
- 17 grudnia
  - Henryk Jasiak, polski dziennikarz i popularyzator sportu
  - Freddy Breck, niemiecki śpiewak
  - Nina Warłamowa, rosyjska wojskowa
- 16 grudnia
  - Bożena Adamska, polska działaczka społeczna, kurator oświaty
  - Sam Bottoms, amerykański aktor
  - Jack Douglas, brytyjski aktor
  - Nikoła Karaklajić, jugosłowiański szachista
- 15 grudnia
  - Alberyk Józef Siwek, wieloletni opat klasztoru Cystersów w Wąchocku i Vyssi Brod w Czechach
  - Walentin Berlinski, rosyjski muzyk
  - Celine Cawley, irlandzka aktorka
  - Davy Graham, amerykański muzyk
  - Wanda Koczeska, polska aktorka
  - León Febres Cordero Ribadeneyra, polityk ekwadorski, w latach 1984–1988 prezydent kraju
  - Anne-Catharina Vestly, norweska pisarka
- 14 grudnia
  - Kathy Staff, brytyjska aktorka
- 13 grudnia
  - Zofia Jaremowa, polska reżyserka i scenografka, współzałożycielka i dyrektorka Teatru Lalki, Maski i Aktora Groteska w Krakowie
  - Benon Polakowski, botanik polski
  - Horst Tappert, niemiecki aktor
  - Kjartan Slettemark, norweski artysta
- 12 grudnia
  - Daniel Carleton Gajdusek, amerykański biofizyk i pediatra, laureat Nagrody Nobla z 1976 roku
  - Maciej Faflak, polski reżyser i scenarzysta
  - Avery Dulles, amerykański kardynał
  - Sigitas Geda, litewski poeta
  - Jan Grzebski, polski pacjent, wybudzony ze śpiączki po 19 latach
  - Van Johnson, amerykański aktor
  - William B. Lawsha, amerykański flecista, klarnecista i saksofonista
  - Maksim Paszajew, ukraiński piłkarz
  - Tassos Papadopoulos, polityk cypryjski, od 2003 do 2008 prezydent kraju
  - Amalia Solórzano, pierwsza dama Meksyku w latach 1934–1940
- 11 grudnia
  - Zbigniew Grabowiecki, polski artysta fotografik i trójmiejski fotoreporter, marynista
  - Ali Alatas, polityk indonezyjski, w latach 1988–1999 minister spraw zagranicznych
  - Bettie Page, amerykańska modelka
- 10 grudnia
  - Mark Diesen, amerykański szachista
  - Manfred Oskar Lorek, polski zootechnik
  - Walenty Szablewski – polski działacz partyjny i inżynier, wiceminister (1952–1956, 1962–1975), prezes Polonii Warszawa (1971–1978)[1]
- 9 grudnia
  - Dražan Jerković, piłkarz reprezentacji Jugosławii, selekcjoner drużyny narodowej Chorwacji
  - Jurij Głazkow, radziecki kosmonauta
  - Jacek Prusiński, polski lekarz ginekolog, działacz opozycji demokratycznej w PRL[2]
  - Władysław Ślesicki, polski reżyser
- 8 grudnia
  - Kerryn McCann, australijska lekkoatletka
  - Michael Rosen, izraelski rabin
  - Bob Spiers, brytyjski reżyser filmowy
- 7 grudnia
  - Martha von Bulow, amerykańska dziedziczka fortuny, pierwowzór bohaterki filmu Druga prawda zmarła po 28-letniej śpiączce
- 6 grudnia
  - Erwin Lawaty, polski duchowny adwentystyczny
  - Ivan Semedi, ukraiński biskup
- 5 grudnia
  - Aleksy II, patriarcha Moskwy i Wszechrusi
  - Martyn Crook, australijski piłkarz, reprezentant Australii
  - Constantin Ticu Dumitrescu, rumuński polityk
  - Nina Foch, amerykańska aktorka i długoletni wykładowca tej sztuki, nominowana do Oscara.
  - Anca Parghel, rumuński piosenkarz
- 4 grudnia
  - Miroslav Hlaváč, czeski naukowiec, profesor
  - Forrest J Ackerman, amerykański pisarz i wydawca fantastyki naukowej
  - Wojciech A. Wierzewski, polski działacz polonijny
  - Andrzej Bąk, polski samorządowiec, burmistrz Ulanowa (1990–2008)[3]
- 2 grudnia
  - Carlos Abascal, meksykański polityk, prawnik i publicysta
  - Frank Crean, australijski polityk
  - Julian Hendler, polski harcmistrz, stulatek
  - Odetta Holmes, amerykańska piosenkarka
  - Piotr Latyszew, rosyjski polityk
  - Henry Gustav Molaison, amerykański pacjent
  - Ted Rogers, kanadyjski biznesmen
  - Konstantinos Papachronis, grecki aktor
  - Robert Zajonc, amerykański naukowiec pochodzenia polskiego, członek zagraniczny PAN
- 1 grudnia
  - Paul Benedict, amerykański aktor
  - Mikel Laboa, hiszpański piosenkarz
  - Raymond F. Lederer, amerykański polityk
  - Krystyna Okazaki, polska japonistka, odznaczona Orderem Wschodzącego Słońca
  - Joseph B. Wirthlin, amerykański hierarcha Kościoła Jezusa Chrystusa Świętych w Dniach Ostatnich

## Listopad 2008
- 30 listopada
  - Adam Kinaszewski, polski producent telewizyjny, dziennikarz i publicysta
  - Aleksander Mendyk, gitarzysta polskiego zespołu Acid Drinkers
  - Hubert Martin, kanadyjski hokeista
  - Peter Rees, brytyjski polityk
- 29 listopada
  - Sten Rudholm, szwedzki prawnik
  - Krystyna Tempska-Cyrankiewicz, polski doktor nauk medycznych, pierwsza dama
  - Jørn Utzon, duński architekt
  - Romuald Waga, polski admirał
- 28 listopada
  - Gierman Skurygin, rosyjski lekkoatleta, chodziarz
  - Henryk Janduda, polski piłkarz, reprezentant Polski
- 27 listopada
  - Gideon Gechtman, izraelski artysta
  - Pekka Pohjola, fiński muzyk
  - Vishwanath Pratap Singh, indyjski polityk, w latach 1989–1990 premier
- 26 listopada
  - Ralph Burkei, niemiecki producent telewizyjny
  - Riwka Holtzberg, izraelska działaczka religijna, emisariuszka Chabad-Lubawicz w Bombaju
  - Gawri’el Holtzberg, izraelski rabin
  - Witalij Karajew, rosyjski polityk, mer Władykaukazu
  - Andreas Liveras, cypryjski biznesmen
  - Edna Parker, Amerykanka, uznawana za najstarszą osobę na świecie
  - Helena Wolińska, prokurator stalinowska
- 25 listopada
  - Beno Eckmann, szwajcarski matematyk
  - Öcsi Flipper, węgierski piosenkarz
  - Helmut Friedlander, niemiecki korektor tekstów
  - Antti Papinaho, fiński piłkarz
  - Antanas Vaičius, litewski biskup
  - William Gibson, amerykański dramatopisarz
- 24 listopada
  - Michal Haas, czeski piłkarz
  - Bogdan Bieluczyk, polski szachista
  - Jerzy Goliński, polski aktor, reżyser, pedagog, były dyrektor naczelny i artystyczny Teatru im. Juliusza Słowackiego w Krakowie
  - Armand Guidolin, kanadyjski hokeista, najmłodszy zawodnik NHL
  - Michael Lee, amerykański perkusista grup: The Cult, Thin Lizzy
  - Cecil H. Underwood, amerykański polityk, gubernator Wirginii Zachodniej
- 23 listopada
  - Halina Borzyszkowska, polska pedagog
- 22 listopada
  - Witold Hensel, polski archeolog, poseł na Sejm PRL IX kadencji z ramienia SD
  - Ibrahim Nasir, malediwski polityk, w latach 1968–1978 prezydent Malediwów
  - Józef Oberc, polski geolog
- 21 listopada
  - Tomasz Wert, polski operator filmowy
  - Zofia Fabianowska, uczestnik Powstania Warszawskiego
  - Krystyna Broda, polska prawnik, samorządowiec, wicewojewoda tarnowski w latach 1990–1994
- 20 listopada
  - Boris Fiodorow, rosyjski ekonomista, polityk, wicepremier
  - Benon Miśkiewicz, polski historyk, rektor UAM w Poznaniu 1972–1981, minister nauki i szkolnictwa wyższego 1982–1987 (do 1984 również i techniki)
  - Jan Machulski, polski aktor, reżyser, pedagog
  - Gyula Takáts, węgierski poeta
- 19 listopada
  - Carole Caldwell Graebner, amerykańska tenisistka, deblowa mistrzyni US Open i Australian Open z lat 60
  - John Michael Hayes, amerykański scenarzysta
  - José Airton Guedes, brazylijski duchowny katolicki, jeden z najstarszych kapłanów świata
  - Kazimierz Szablewski, polski historyk, dyplomata
- 17 listopada
  - Jay Katz, niemiecki psychiatra
  - Irving Brecher, amerykański scenarzysta filmowy
  - Pete Newell, kanadyjski trener koszykarski
  - Guy Peellaert, belgijski grafik
  - Wiktor Poliszczuk, kanadyjski politolog pochodzenia ukraińskiego, dziennikarz, profesor
- 16 listopada
  - Reg Varney, brytyjski aktor
  - Tibor Gyurkovics, węgierski poeta
- 15 listopada
  - Witold Banasikowski, polski lekkoatleta, płotkarz
  - Janusz Christa, polski autor komiksów, twórca Kajka i Kokosza
  - Christel Goltz, niemiecka śpiewaczka (sopran)
  - Jan Krugier, polski marszand pochodzenia żydowskiego
  - Jerzy Leszczyński, polski choreograf, założyciel Teatru Wizji i Ruchu
- 14 listopada
  - Knut Bjørnsen, norweski komentator sportowy
  - Cwetanka Christowa, bułgarska atletka, medalistka olimpijska
  - Norbert Schmelzer, polityk holenderski, w latach 1971–1973 minister spraw zagranicznych
- 13 listopada
  - Siergej Biechtieriew, rosyjski aktor
  - Stanisława Grabska, teolog, publicystka, artysta plastyk (w zakresie tkactwa artystycznego), córka prof. Stanisława Grabskiego
  - Mae Mercer, amerykańska aktorka, piosenkarka
  - Ryszard Smożewski, polski dziennikarz, reżyser, wieloletni dyrektor tarnowskiego Teatru im. Ludwika Solskiego
  - Nikołaj Wierieszczagin (biolog), rosyjski naukowiec, biolog
- 12 listopada
  - Vladas Michelevicius, litewski biskup
  - Maria Kossakowska-Galewicz, polska scenarzystka filmów animowanych
  - William Miller, amerykański lekkoatleta, mistrz olimpijski z 1932
  - Mitch Mitchell, angielski perkusista grupy The Jimi Hendrix Experience
  - Stanisław Stefan Paszczyk, polski polityk, trener lekkoatletyki, działacz sportowy, prezes PKOl
  - Marian Zimałek, polski duchowny katolicki, biskup pomocniczy diecezji sandomierskiej
- 11 listopada
  - Mustafa Şekip Birgöl, turecki weteran wojenny
  - Anna Ferster, polska aktorka, znana m.in. ze współpracy z Piwnicą pod Baranami
  - Ludwik Sobolewski, polski działacz sportowy, wieloletni prezes Widzewa Łódź
- 10 listopada
  - Władimir Gonczarow, rosyjski piłkarz
  - Kiyoshi Itō, japoński matematyk
  - Nikola Kavaja, serbski aktywista, przeciwnik komunizmu
  - Miriam Makeba, południowoafrykańska piosenkarka
  - Pawieł Marikowski, rosyjski naukowiec, biolog
- 9 listopada
  - Amrozi bin Nurhasyim, Ali Ghufron, Imam Samudra – rozstrzelani terroryści, winni zamachu na Bali w 2002
  - Andrzej Braun, polski pisarz, reportażysta
  - Jadwiga Cichocka, polska polityk, poseł na Sejm PRL z ramienia ZSL.
  - Stanisław Różewicz, polski reżyser i scenarzysta filmowy
- 8 listopada
  - Régis Genaux, belgijski piłkarz, reprezentant Belgii
  - Ewa Jabłońska-Deptuła, polska profesor, naukowiec
  - Mieczysław Rakowski, polski polityk, działacz społeczny i polityczny, premier Polski
- 7 listopada
  - Jadwiga Ligocka, b. przełożona domu zakonnego Betanek w Kazimierzu Dolnym
  - Hidetaka Nishiyama, japoński karateka, guru karate tradycyjnego
  - Irmgard Praetz, niemiecka lekkoatletka, skoczkini w dal
- 6 listopada
  - Larry James, amerykański lekkoatleta, sprinter
- 5 listopada
  - Sofron Dmyterko, emerytowany greckokatolicki biskup iwanofrankowski
  - Baldev Raj Chopra, indyjski reżyser i producent filmowy
  - Józef Ziółkowski, polski chemik
- 4 listopada
  - Lennart Bergelin, szwedzki tenisista
  - Michael Crichton, amerykański pisarz, scenarzysta, reżyser filmowy
  - Byron Lee, jamajski muzyk, producent muzyczny
  - Tadeusz Ślawski, polski historyk, regionalista
- 2 listopada
  - Ahmad al-Mirghani, prezydent Sudanu w latach 1986–1989
- 1 listopada
  - Maciej Czaplicki, polski profesor, prodziekan II Wydziału Lekarskiego WUM w latach 1999–2005, urolog
  - Alois Kánský, czeski duchowny katolicki, biskup Pilzna (1978-1985)
  - Nathaniel Mayer, amerykański wokalista soulowy
  - Jacques Piccard, szwajcarski naukowiec i odkrywca
  - Stanislav Šilhán, czeski alpinista i himalaista
  - Jerzy Sobociński, polski artysta rzeźbiarz
  - Yma Sumac, peruwiańska śpiewaczka operowa (sopran)

## Październik 2008
- 31 października
  - John Daly, brytyjski producent filmowy
  - Studs Terkel, amerykański pisarz, historyk, dziennikarz, aktor
- 30 października
  - Walentin Bubukin, rosyjski piłkarz
  - Ivo Perišin, jugosłowiański (chorwacki) polityk i ekonomista[4]
- 29 października
  - Mike Baker, amerykański wokalista formacji rockowej Shadow Gallery
  - Władysław Słoma, polski marynarz[5]
  - William Wharton, amerykański pisarz
- 28 października
  - Nicolas Bataille, francuski reżyser teatralny
  - Alexander Lowen, amerykański psychoterapeuta
  - Witold Pograniczny, polski dziennikarz muzyczny, jeden z pierwszych redaktorów Programu Trzeciego Polskiego Radia
  - Pak Sŏng Ch’ŏl, polityk północnokoreański, w latach 1976–1977 premier
- 27 października
  - Grzegorz Basiak, wielokrotny reprezentant i rekordzista Polski w biegu na dystansie 1500 m
  - Tadeusz Gołaszewski, polski pedagog, profesor nadzwyczajny UJ
- 26 października
  - Pablo Montes, kubański lekkoatleta, sprinter, medalista olimpijski
  - Janusz Zakrzewski, fizyk polski, członek Polskiej Akademii Nauk
- 25 października
  - Gerard Damiano, amerykański reżyser filmowy
  - Bashkim Gazidede, albański polityk
  - Federico Luzzi, włoski tenisista
  - Muslim Magomajew, rosyjsko-azerski śpiewak operowy
  - Anne Pressly, amerykańska dziennikarka
  - Estelle Reiner, amerykańska aktorka, piosenkarka
- 24 października
  - Rolf Andresen, niemiecki działacz sportowy, były prezydent Europejskiej Konfederacji Siatkówki (CEV)
  - Jan Krokowski, polski inżynier, uhonorowany medalem Sprawiedliwy wśród Narodów Świata
  - Helmut Zilk, austriacki polityk, burmistrz Wiednia
- 23 października
  - Oszkár Csuvik, węgierski gracz w piłkę wodną, srebrny medalista z IO w 1948 r.
  - Ivo Pukanić, chorwacki wydawca, dziennikarz
  - Édouard Stako, francuski piłkarz
- 22 października
  - Wołodymyr Szczeholkow, radziecki piłkarz
  - Halina Szyrmerowa, polska działaczka społeczna, żołnierz AK
- 21 października
  - Sonja Bernadotte, niemiecka szlachcianka
  - Katie Jane Evans, brytyjska modelka
  - Paweł Jocz, polski rzeźbiarz, rysownik
  - Urszula Małolepsza, polska działaczka społeczna
  - Ram Ruhee, mauritański działacz sportowy
- 20 października
  - Ludmila Jandová, czeska malarka, graficzka i ilustratorka
  - Daniel Aguillon, meksykański bokser
  - Krzysztof Zaleski, polski reżyser i aktor, dyr. programu II Polskiego Radia
- 19 października
  - Jacek Bednarski, polski szachista
  - Richard Blackwell, amerykański projektant mody
  - siostra Emmanuelle, belgijska siostra opiekunka biednych w Kairze, zwana belgijską Matką Teresą
  - Marilyn Ferguson, amerykańska pisarka
  - Harry Mangurian, amerykański biznesmen, były właściciel Boston Celtics
  - Rudy Ray Moore, amerykański aktor, komik, piosenkarz, producent filmowy
  - Beate Nodes, niemiecki kierowca rajdowy
  - Józef Wasiołek, polski malarz
- 18 października
  - Alex Close, belgijski kolarz
  - Dave McKenna, amerykański pianista jazzowy
  - Dee Dee Warwick, amerykańska wokalistka soulowa
  - Jin Xie, chiński reżyser filmowy
- 17 października
  - Urmas Ott, estoński prezenter telewizyjny
  - Levi Stubbs, amerykański wokalista grupy Four Tops
- 16 października
  - Dagmar Normet, estoński pisarz, twórca bajek dla dzieci
  - Andrzej Kuś, alpinista, taternik, tłumacz, projektant, wykładowca języków obcych
- 15 października
  - Rodney Odom, amerykański koszykarz (ur. 1970)
  - Edie Adams, amerykańska aktorka, piosenkarka
  - Fazıl Hüsnü Dağlarca, poeta turecki
  - Karel Kašpárek, czeski lekarz, pisarz i dziennikarz
  - Stanislav Hlučka, czeski generał, pilot
  - Jan Lisiński, jeden z najwybitniejszych szwedzkich konserwatorów zabytków, pochodzenia polskiego
  - Anatol Potemkowski, polski literat i satyryk
  - Edwin Turney, amerykański przedsiębiorca
- 14 października
  - Alfeo Mizzau, włoski polityk i ekonomista, eurodeputowany[6]
  - Kazys Petkevičius, litewski koszykarz (ur. 1926)
  - Pat Moss-Carlsson, angielska pilotka rajdowa, kierowca rajdowy
  - Zygmunt Odrowąż-Zawadzki, polski generał, ostatni oficer Wojska Polskiego, wypromowany w przedwojennej Polsce
- 13 października
  - Aleksiej Czeriepanow, rosyjski hokeista
  - Guillaume Depardieu, francuski aktor, syn aktora Gerarda Depardieu
  - Hendrik Toompere, estoński aktor kukiełkowy
  - Antonio José González Zumárraga, ekwadorski kardynał, prymas Ekwadoru
- 12 października
  - Maciej Latalski, specjalista medycyny społecznej, były rektor Akademii Medycznej w Lublinie
  - Jan Orłowski, polski lekarz, wieloletni opiekun kadry narodowej siatkarzy
- 11 października
  - Vija Artmane, łotewska aktorka
  - Jörg Haider, austriacki prawicowy polityk, gubernator Karyntii
  - Dariusz Siatkowski, polski aktor
- 10 października
  - Kurt Weinzierl, austriacki aktor
  - Alton Ellis, jamajski muzyk reggae
  - Henryk Komarnicki, polski politolog, profesor Uniwersytetu Szczecińskiego
  - Simon Mol, kameruński pisarz, poeta i dziennikarz, znany z afery seksualnej w której zarażał kobiety HIV[7]
  - Jiřina Petrovická, czeska aktorka
  - Aleksiej Prokurorow, rosyjski narciarz, mistrz olimpijski i mistrz świata
  - Leo Rosner, australijski muzyk
- 9 października
  - Milan Kymlicka, czeski kompozytor i dyrygent
  - Gidget Gein, amerykański basista zespołu Marilyn Manson
- 8 października
  - Herbert Botticher, niemiecki aktor
  - ks. Jan Jaworski, polski duchowny katolicki, długoletni rektor Polskiej Misji Katolickiej w Republice Południowej Afryki
  - George Emil Palade, rumuński cytolog, noblista
  - Jan Różewicz, polski dramaturg, scenarzysta teatralny, poeta
- 7 października
  - Jan Kielman (junior), jeden z najsłynniejszych warszawskich szewców
  - bp Adam Śmigielski, ordynariusz diecezji sosnowieckiej
  - Martin František Vích, czeski duchowny katolicki
- 6 października
  - Paavo Haavikko, fiński poeta
  - Ryszard Natusiewicz, polski architekt
- 5 października
  - Leopoldo Elia, włoski prawnik, polityk, minister spraw zagranicznych w 1994
  - Josef Korčák, czeski polityk komunistyczny, premier
  - Thomas Megahy, brytyjski polityk i nauczyciel akademicki, eurodeputowany I, II, III i IV kadencji (1979–1999)[8]
  - Ken Ogata, japoński aktor
  - Jerzy Pawełkiewicz, biochemik polski, członek Polskiej Akademii Nauk
  - Hans Richter, niemiecki aktor
- 4 października
  - Jan Kowal, specjalista budowy pojazdów samochodowych i ciągników
  - Emil Kowalski, polski klarnecista, światowej sławy jazzman
  - Adam Szczygieł, sadownik polski
- 3 października
  - Zulfiqar Ahmed, pakistański gracz krykieta
  - Györgyi Albert, węgierski dziennikarz
  - Bartosz Bigda, polski piłkarz ręczny
  - László Csiki, węgierski poeta
  - Jean Foyer, francuski polityk i prawnik
  - Brian Lourie, kanadyjski perkusista grupy Slaughter, później przekształconej w grupę Strappado
  - Iwan Petrik, pułkownik rosyjski, szef sztabu sił pokojowych Rosji w Osetii Płd.
  - Gil Rossellini, włoski reżyser, scenarzysta, producent
  - George Thomson, brytyjski polityk
- 2 października
  - Shampa Das, hinduska pływaczka
  - Rob Guest, nowozelandzki aktor i piosenkarz
  - Choi Jin-sil, południowokoreańska aktorka i modelka
  - Joanna Nowak, polska lekkoatletka i siatkarka
  - Józef Wolski, polski historyk, profesor Uniwersytetu Jagiellońskiego, Uniwersytetu Wrocławskiego i Uniwersytetu Łódzkiego
- 1 października
  - Audrey Blignault, południowoafrykańska pisarka
  - Wasilij Griazew, rosyjski konstruktor broni
  - Boris Jefimow, rosyjski rysownik, twórca wuja Sama
  - Detlef Lewe, niemiecki kajakarz, medalista olimpijski
  - House Peters Jr., amerykański aktor

## Wrzesień 2008
- 30 września
  - Ed Brinkman, amerykański trener i zawodnik baseballowy
  - Aaron Fuller, amerykański wokalista punkowy formacji Plan 9
  - Joshua Benjamin Jeyaretnam, singapurski polityk
- 29 września
  - Hayden Carruth, amerykański poeta i krytyk literacki
  - Richard Clayton, amerykański aktor
  - Milt Davis, amerykański piłkarz
  - Tim Fortescue, brytyjski polityk, poseł (1966-1974)
  - Anna Iwaszkiewicz, polska producentka filmowa, prezes Grupy Filmowej
  - Sultan Salahuddin Owaisi, indyjski polityk
  - Bohumil Smoli, czeski piłkarz
  - Relus ter Beek, duński polityk
- 28 września
  - Andrzej Badeński, polski lekkoatleta, medalista letnich Igrzysk Olimpijskich 1964, mistrz Europy i wielokrotny mistrz Polski
  - Adolf Branald, czeski pisarz
  - Miguel Corcega, meksykański aktor, reżyser
  - Władimir Michajłow, rosyjski pisarz, dziennikarz, laureat wielu prestiżowych nagród
  - Thomas Thewes, amerykański przedsiębiorca
- 27 września
  - Len Browning, brytyjski piłkarz
  - Krystyna Moszumańska-Nazar, polska kompozytorka
  - Jimmy Murray, angielski piłkarz
- 26 września
  - Joli Jászai, węgierska aktorka
  - Stanisław Marucha, polski strzelec, olimpijczyk
  - Géza Kalocsay, węgierski piłkarz i trener piłkarski[9]
  - Paul Newman, amerykański aktor, producent, scenarzysta, reżyser i filantrop[10]
  - Jan Mazur, polski duchowny katolicki, biskup senior diecezji siedleckiej
- 25 września
  - Michel Modo, francuski aktor, występował w roli żandarma Berlicot w cyklu filmów z Louis de Funès
  - Horațiu Rădulescu, rumuński kompozytor
  - Nino Kirow, bułgarski szachista
- 24 września
  - Kwadwo Baah Wiredu, ghański minister finansów
  - Vice Vukov, chorwacki piosenkarz
  - Rusłan Jamadajew, rosyjsko-czeczeński polityk, członek rosyjskiej Dumy Państwowej
- 23 września
  - Matti Juhani Saari, fiński student, morderca
  - Sonja Savić, serbska aktorka
  - Rudolf Illovszky, węgierski piłkarz, selekcjoner reprezentacji Węgier
- 22 września
  - Tadeusz Florkowski, polski naukowiec, profesora Akademii Górniczo-Hutniczej w Krakowie.
  - Thomas Dörflein, niemiecki zoolog, opiekun misia Knuta
  - Connie Haines, amerykańska piosenkarka jazzowa
  - Petrus Schaesberg, niemiecki historyk
- 21 września
  - Zofia Sykulska-Szancerowa, polska aktorka
  - Wacław Micuta, dowódca plutonu pancernego w powstaniu warszawskim, funkcjonariusz ONZ
  - Olov Svedelid(inne języki), szwedzki pisarz
  - Paul Tansey, irlandzki ekonomista
  - Dingiri Banda Wijetunge, lankijski polityk, w latach 1989–1993 premier, następnie do 1994 prezydent
- 20 września
  - Ivo Žďárek, czeski dyplomata, ambasador Czech w Pakistanie (2008)
  - Andrzej Stefański, polski dziennikarz Redakcji Sportowej Polskiej Agencji Prasowej
  - Paul Howell, brytyjski polityk i przedsiębiorca, eurodeputowany I, II i III kadencji[11]
  - Henryk Flinik, polski hokeista na trawie, olimpijczyk
- 19 września
  - Earl Palmer, amerykański muzyk, perkusista
- 18 września
  - Michał Caputa, polski polityk, poseł Sejmu „kontraktowego” z ramienia „Solidarności”
  - David Jones, brytyjski reżyser teatralny i filmowy
  - Mauricio Kagel, argentyńsko-niemiecki kompozytor muzyki współczesnej i dyrygent
  - Wojciech Kica, polski sprinter i trener lekkoatletyczny
- 17 września
  - Fausto Gardini, włoski tenisista
- 16 września
  - Liliana Czarska, pierwsza prezenterka Telewizji Katowice
  - Norman Whitfield, amerykański muzyk, kompozytor i producent
- 15 września
  - Marion Dewar, kanadyjska polityk
  - Richard Wright, brytyjski muzyk, członek zespołu Pink Floyd
- 14 września
  - Georgi Kitow, bułgarski archeolog
  - Ștefan Iordache, rumuński aktor
  - Waldemar Świrgoń, w latach 1982–1986 sekretarz KC PZPR
  - Mu Tiezhu, chiński koszykarz
  - Giennadij Troszew, rosyjski generał, były doradca prezydenta Putina, przez lata dowodzący wojskami w Czeczenii, Inguszetii i Dagestanie
- 13 września
  - Peter Camejo, amerykański polityk
  - Duncan Laing, nowozelandzki trener pływacki
  - Olin Stephens, amerykański konstruktor
- 12 września
  - Janusz Hajdun, pianista, kompozytor
  - Andrzej Kiciński, polski architekt
  - Jacqui Landrum, amerykańska choreografka filmowa
  - Siyabonga Mkhwanazi, południowoafrykański piłkarz
  - George Putnam, amerykański prezenter telewizyjny
  - Bob Quinn, australijski piłkarz
  - Jerzy Stachura, polski lekarz, dziekan Collegium Medicum Uniwersytetu Jagiellońskiego
  - Charlie Walker, amerykański piosenkarz country
  - David Foster Wallace, amerykański pisarz
- 11 września
  - Bennett Campbell, kanadyjski polityk
  - Florian Goebel, niemiecki astrofizyk
  - Dave Hanner, amerykański piłkarz i trener (Green Bay Packers)
  - Marian Nitecki, generał brygady, żołnierz ZWZ i AK
  - Nils Johan Ringdal, norweski historyk
- 10 września
  - Gérald Beaudoin, kanadyjski prawnik i senator (1988–2004)
  - Sherrill Headrick, amerykański piłkarz
  - Domagoj Kapec, chorwacki hokeista
  - Juraj Okoliczany, słowacki sędzia hokejowy
  - Paul Glyn Williams, brytyjski polityk, deputowany Izby Gmin (1953-1964)[12]
- 9 września
  - Andrzej Antosiewicz, polski opozycjonista
  - Eddie Crowder, amerykański piłkarz i trener
  - Michael Kilby, brytyjski polityk i samorządowiec, eurodeputowany II kadencji[13]
  - Jacob Lekgetho, południowoafrykański piłkarz
  - Richard Monette, kanadyjski aktor i reżyser
- 8 września
  - Roman Postl, czeski seryjny morderca
  - Jerzy Żarnecki, polsko-angielski historyk
  - Hector Zazou, francuski kompozytor i producent muzyczny
- 7 września
  - Ilarion Ciobanu, rumuński aktor
  - Don Gutteridge, amerykański sportowiec, trener
  - Don Haskins, amerykański sportowiec, trener
  - Larry Shaben, kanadyjski polityk
  - Chris Witchhunter, niemiecki perkusista grupy Sodom
- 6 września
  - Antonio Innocenti, włoski kardynał
  - Dino Dvornik, chorwacki aktor
  - Aril Edvardsen, norweski pastor i misjonarz
  - Abd al-Halim Abu Ghazala, egipski polityk
  - Sören Nordin, szwedzki trener
  - Anita Page, amerykańska gwiazda kina niemego
  - Mike Swoboda, amerykański polityk
- 5 września
  - G. Béla Németh, węgierski polityk
  - Luis Santibáñez, chilijski trener piłki nożnej
  - Mila Schoen, włoska projektantka mody
  - Jan Smutný, czeski duchowny
- 4 września
  - Fernando Torres, brazylijski aktor
  - Waldick Soriano, brazylijski piosenkarz
  - Erik Nielsen, kanadyjski polityk, minister (1984–1986)
  - Tommy Johnston, brytyjski piłkarz
  - Alain Jacquet, francuski artysta
  - Abdul Samad Ismail, malajski reporter
  - Fon Huffman, amerykański weteran II wojny światowej
  - Dick Enderle, amerykański piłkarz
  - Mary Dunn, amerykański instruktor jogi
  - Stefan Cackowski, polski historyk
  - Francoise Demulder, francuska fotoreporterka wojenna
  - Joey Giardello, amerykański bokser, mistrz świata organizacji WBA i WBC w bokserskiej wadze średniej
- 3 września
  - Earl Lunsford, amerykański sportowiec
  - Donald Blakeslee,amerykański oficer lotnictwa
  - Géo Voumard, szwajcarski pianista jazzowy
  - Pierre Van Dormael, belgijski gitarzysta jazzowy i kompozytor
- 2 września
  - Bill Meléndez, meksykański animator
  - Joey Giardello, amerykański boxer
  - Arne Domnérus, szwedzki muzyk
  - Andreas Zeier Cappelen, norweski polityk i minister
  - Mark Guardado, amerykański handlowiec
  - Denis Rooke, brytyjski przemysłowiec
  - Abdulla Aliszajew, rosyjski dziennikarz
- 1 września
  - Jorio Vivarelli, włoski grafik
  - Sheldon Keller, amerykański pisarz
  - Kevin Heinze, australijski pionier ogrodnictwa
  - Calvin Beale, amerykański demograf
  - Helen Galland, amerykańska bisnesswoman
  - Oded Schramm, izraelski matematyk
  - Tomasz Bata, czeski przedsiębiorca branży obuwniczej
  - Carl Kaufmann, niemiecki lekkoatleta
  - Don LaFontaine, amerykański aktor głosowy
  - Michael Pate, australijski aktor, pisarz

## Sierpień 2008
- 31 sierpnia
  - Jerzy Wardęga, polski nauczyciel, wykładowca Akademii Wychowania Fizycznego
  - Jean-Marie Berckmans, belgijski pisarz
  - Ken Campbell, brytyjski aktor
  - Jamie Dolan, brytyjski piłkarz (Motherwell F.C.)
  - Magomed Jewłojew, rosyjski dziennikarz opozycyjny
  - Hanna Lemańska-Węgrzecka, polska psycholog, pisarka
  - Jerry Reed, amerykański gitarzysta, wokalista i aktor, laureat nagród Grammy
- 30 sierpnia
  - Władysław Kowalski, kanadyjski wrestler pochodzenia polskiego
  - Gilberto Rincón Gallardo, meksykański polityk, kandydat na prezydenta
  - Phil Hill, amerykański kierowca wyścigowy Formuły 1, mistrz świata
- 29 sierpnia
  - Zygmunt Boras, polski historyk
  - Alois Krchňák, czeski duchowny
  - Martin Richard Stohrer, niemiecki specjalista fizyki budowli, były rektor Hochschule für Technik w Stuttgarcie, honorowy obywatel Opola
  - Szymon Wypych, polski rzeźbiarz
- 27 sierpnia
  - Del Martin, amerykańska działaczka LGBT i dziennikarka
  - Janusz Przedpełski, były długoletni prezes Polskiego Związku Ponoszenia Ciężarów
- 26 sierpnia
  - Mieczysław Klimowicz, polski historyk literatury, w latach 1987–1990 rektor Uniwersytetu Wrocławskiego, członek rzeczywisty PAN
  - Edip Sekowitsch, austriacki bokser, mistrz świata
- 25 sierpnia
  - Kevin Duckworth, amerykański koszykarz, gracz klubu NBA Portland Trail Blazers
  - Roza Lallemand, rosyjska i francuska szachistka
  - Mychajło Syrota, ukraiński polityk
- 23 sierpnia
  - Józef Zając, dr hab., historyk, wykładowca Uniwersytetu Mikołaja Kopernika w Toruniu
  - Steve Foley, amerykański perkusista grupy The Replacements
  - Thomas Huckle Weller, amerykański naukowiec, lekarz pediatra, bakteriolog, nagrodzony w 1954 r. Nagrodą Nobla w dziedzinie fizjologii i medycyny
- 22 sierpnia
  - Waldemar Graj, polski himalaista
- 21 sierpnia
  - Vladimír Hrabánek, czeski aktor
  - Vladimir Bukal, chorwacki szachista
  - Fred Crane, amerykański aktor (Przeminęło z wiatrem)
  - Jerry Finn, brytyjski producent znany między innymi ze współpracy z Blink-182 i Morrisseyem
  - Bogusław Stachura, były szef SB w latach 1969–1983
- 20 sierpnia
  - Mario Bertok, chorwacki szachista
  - Leo Abse, angielski polityk
  - Hua Guofeng, chiński polityk, premier w latach 1976–1980
- 19 sierpnia
  - Levy Mwanawasa, zambijski polityk i prezydent tego kraju
  - Binjamin Gibli, izraelski wojskowy
  - Bob Humphrys, angielski prezenter sportowy
  - Algimantas Masiulis, litewski aktor
  - Habib Miyan, indyjski rekordzista długowieczności
  - LeRoi Moore, amerykański muzyk
  - Michaił Mukasiej, rosyjski tajny agent
- 18 sierpnia
  - Pervis Jackson, amerykański piosenkarz (The Spinners)
- 17 sierpnia
  - Michał Bron, pułkownik polskiego wywiadu wojskowego
  - Manny Farber, amerykański krytyk filmowy
  - Farooq al-Obeidi, iracki polityk
  - Franco Sensi, włoski przedsiębiorca, prezes klubu piłkarskiego AS Roma
- 16 sierpnia
  - Dorival Caymmi, brazylijski piosenkarz i autor tekstów
  - Ronnie Drew, irlandzki piosenkarz, założyciel The Dubliners
  - Otto Leisner, duński prezenter telewizyjny
  - Elena Leuşteanu, rumuńska gimnastyczka, olimpijka
  - Fanny Micke, argentyńska aktorka teatralna
  - Johnny Moore, jamajski muzyk, trębacz
  - Alfred Rainer, austriacki narciarz
  - Jan Seredyka, historyk polski, były rektor Wyższej Szkoły Pedagogicznej w Opolu
  - Anna Świderkówna, polska historyczka, wybitna znawczyni kultury antycznej
- 15 sierpnia
  - Gladys Powers, ostatnia brytyjska weteranka I wojny światowej
  - James Orthwein, amerykański przedsiębiorca
  - Vic Toweel, południowoafrykański bokser
  - Jerry Wexler, amerykański producent i dziennikarz muzyczny
- 14 sierpnia
  - Seiji Aochi, japoński skoczek narciarski
  - Peter Bartrum, brytyjski geneaolog
  - Lita Roza, brytyjska piosenkarka, pierwsza kobieta z Wielkiej Brytanii w dziejach, która znalazła się na szczycie UK Singles Chart
- 13 sierpnia
  - Sandy Allen, amerykańska kobieta wpisana na listę rekordów Guinnessa jako jedna z najwyższych kobiet (mierzyła 232 cm)
  - Henri Cartan, francuski matematyk
  - Bill Gwatney, amerykański polityk
  - Jan Karoń, polski skrzypek i lutnik
  - Dino Toso, włoski kierownik działu aerodynamiki Renault F1
- 12 sierpnia
  - Christie Allen, australijska piosenkarka pop
  - Michael Baxandall, brytyjski historyk sztuki
  - Mick Clough, australijski polityk
  - Vilma Jamnická, czeska aktorka
  - Ivonice Satie, brazylijski tancerz i choreograf
  - Halina Wyrodek, polska aktorka i piosenkarka
- 11 sierpnia
  - Anatolij Chrapatyj, kazachski sztangista, 5-krotny mistrz świata, mistrz olimpijski
  - Bill Cotton, brytyjski kierownik telewizyjny
  - George Furth, amerykański dramaturg, aktor, twórca wielu librett, współpracownik Stephena Sondheima
  - Fred Sinowatz, austriacki polityk, w latach 1983–1986 kanclerz
  - Roshii Wells, amerykański bokser, medalista na Letnich Igrzyskach Olimpijskich w 1996 r.
- 10 sierpnia
  - František Tikal, czeski hokeista, olimpijczyk
  - Igor Zachariewicz, rosyjski szachista
  - Oleksandr Słobodianyk, ukraiński pianista
  - František Tikal, czeski hokeista, olimpijczyk
  - Jadwiga Łokkaj, polska działaczka społeczna i polityczna
  - Isaac Hayes, amerykański piosenkarz i aktor
  - Howard G. Minsky, amerykański producent filmowy
  - Terence Rigby, brytyjski aktor
- 9 sierpnia
  - Radek Suchomel, czeski kulturysta
  - Mieczysław Kołodziejczyk, polski ratownik TOPR i wybitny znawca techniki ratunkowej
  - Peter Coe, brytyjski trener, ojciec Sebastiana Coe
  - Bob Cunis, nowozelandzki gracz w krykieta
  - Mahmoud Darwish, palestyński poeta i prozaik
  - Bernie Mac, amerykański aktor
  - Krzysztof Woliński, polski trener lekkoatletyczny
- 8 sierpnia
  - Antonio Gava, włoski polityk, b. minister spraw wewnętrznych
  - Henryk Jacenciuk, polski ksiądz, pierwszy prowincjał Inspektorii Świętego Wojciecha w Pile
  - Tadeusz Karwat, polski inżynier elektryk
  - Orville Moody, amerykański golfista, zwycięzca U.S. Open w 1969 r.
  - Joseph Gelineau, francuski jezuita, twórca muzyki liturgicznej, współpracownik Wspólnoty z Taize
- 7 sierpnia
  - Simon Gray, brytyjski dramaturg
  - Wiesław Gwiżdż, polski polityk, poseł na Sejm PRL IX kadencji, wieloletni prezes PZKS
  - Ralph Klein, izraelski koszykarz, trener
  - Andrea Pininfarina, włoski przedsiębiorca, CEO firmy Pininfarina
- 6 sierpnia
  - Karl Kuehl, amerykański baseballowy skaut, manager i trener
  - Jud Taylor, amerykański kierownik telewizyjny i aktor
- 5 sierpnia
  - Robert Hazard, amerykański piosenkarz i autor piosenek
  - Reg Lindsay, australijski piosenkarz country
  - Eva Pflug, niemiecka aktorka
  - Władysław Żelazny, polski ślusarz i polityk, poseł na Sejm PRL VII i VIII kadencji (1976–1985)[14]
- 4 sierpnia
  - Ladislav Havel, czeski duchowny
  - Craig Jones, angielski motocyklista rajdowy
  - Eri Kawai, japońska piosenkarka
  - Robert Maheu, amerykański przedsiębiorca, pracownik FBI i CIA
  - Nicola Rescigno, amerykański dyrygent
  - Johnny Thio, belgijski piłkarz
  - Greg Weld, amerykański kierowca rajdowy i przedsiębiorca
- 3 sierpnia
  - Anton Allemann, szwedzki piłkarz
  - Skip Caray, amerykański dziennikarz
  - Aleksander Sołżenicyn, rosyjski pisarz
  - Louis Teicher, amerykański pianista
- 2 sierpnia
  - Fujio Akatsuka, japoński mangaka
  - Pérez Celis, argentyńska malarka
  - Helga Gitmark, norweska polityk, minister w 1973
  - Allen Kolstad, amerykański polityk
  - Witold Kusiński, polski geograf
  - John F. Seiberling, amerykański polityk, reprezentant Stanów Zjednoczonych z Ohio (1971-1987)
- 1 sierpnia
  - Pauline Baynes, brytyjska ilustratorka książek (Opowieści z Narnii)
  - Peter Jackson, australijski projektant mody
  - Ashok Mankad, indyjski gracz w krykieta (batsman)
  - Harkishan Singh Surjeet, indyjski polityk
  - Ray Underhill, amerykański profesjonalny skater
  - Butch White, angielski gracz w krykieta

## Lipiec 2008
- 31 lipca
  - Gerard Górnicki, polski powieściopisarz
  - Athos Bulcão, brazylijski malarz i rzeźbiarz
  - Alfonso Dantés, meksykański profesjonalny wrestler
  - Lee Cheong-joon, koreański powieściopisarz
  - Leif Pettersen, kanadyjski piłkarz
  - Stanisław Gosławski, polski rzeźbiarz
- 30 lipca
  - Václav Dvořák, czeski duchowny
  - Anne Armstrong, amerykańska dyplomatka, reprezentantka w Londynie (1976–1977)
  - Peter Coke, brytyjski aktor
  - Tadeusz Orłowski, polski lekarz, profesor nauk medycznych, nefrolog, alpinista
  - Mate Parlov, chorwacki bokser, mistrz świata, mistrz olimpijski
- 29 lipca
  - Josef Němec, czeski duchowny
  - Edie Huggins, amerykański dziennikarz
  - Andrzej Izdebski, żołnierz AK i NSZ, działacz KPN, Kierownik II Obszaru KPN
  - Adelina Ramos, portugalska piosenkarka fado
  - Ishmeet Singh Sodhi, indyjski piosenkarz
  - Eric Varley, brytyjski polityk, członek Partii Pracy, minister przemysłu w latach 1975–1979
- 28 lipca
  - Jee-Hyun Kim, koreański śpiewak operowy
  - Wendo Kolosoy, kongijski muzyk
  - Midhat Mursi, egipski ekspert Al-Ka’idy od broni chemicznej
  - Margaret Ringenberg, amerykańska pilotka
  - Suzanne Tamim, libańska piosenkarka i aktorka
  - Carlos Trapaga, meksykański dziennikarz sportowy
  - Anatolij Tiażłow, rosyjski gubernator obwodu moskiewskiego
- 27 lipca
  - Jan Ryżewski, polski lekarz, członek PAN
  - Osvaldo Álvarez Guerrero, argentyński polityk
  - Russ Gibson, amerykański sportowiec
  - Youssef Chahine, egipski reżyser filmowy
  - Bob Crampsey, szkocki dziennikarz sportowy
  - Russell Johnston, brytyjski polityk
  - Fenwick Lansdowne, kanadyjski artysta
  - Marisa Merlini, włoska aktorka
  - Álvaro Rana, portugalski polityk
  - Isaac Saba Raffoul, meksykański bilioner
  - Julius B. Richmond, amerykański wiceadmirał
  - Horst Stein, niemiecki dyrygent
- 26 lipca
  - Rafael Pich-Aguilera, hiszpański inżynier, pionier edukacji rodzinnej, członek Opus Dei
  - Wojciech Zieliński, polski komentator sportowy
- 25 lipca
  - Bruce Adler, amerykański aktor, nominowany do nagrody Tony
  - Bud Browne, amerykański reżyser filmowy
  - Hiram Bullock, amerykański muzyk
  - Jamiel Chagra, amerykański handlarz narkotykami
  - Johnny Griffin, amerykański saksofonista
  - Tracy Hall, amerykański fizyk i chemik
  - Randy Pausch, amerykański profesor informatyki, autor książki Ostatni wykład (The Last Lecture)
  - Michaił Pugowkin, rosyjski aktor
- 24 lipca
  - Edward Davidson, amerykański uciekinier z więzienia, skazany za spam, nazywany Królem spamu
  - Norman Dello Joio, amerykański kompozytor
  - Zezé Gonzaga, brazylijska piosenkarka
  - Stanisław Kondek, adiunkt Biblioteki Narodowej, profesor UJK w Kielcach, prezes Polskiego Towarzystwa Bibliologicznego
  - Marian Porębski, polski śpiewak operowy
- 23 lipca
  - Kurt Furgler, szwajcarski członek Szwajcarskiej Rady Związkowej (1972-1986)
  - Helen Gardiner, kanadyjska muzealniczka
  - Ahmet Hadžipašić, bośniacki polityk, premier Bośni i Hercegowiny w latach 2003–2007 i w 2007
  - Rachela Hutner, polska nestorka pielęgniarstwa
- 22 lipca
  - Zofia Karpińska, polska artystka, dyrektor toruńskiej Galerii i Ośrodka Plastycznej Twórczości Dziecka
  - Helen Brockman, amerykańska projektantka mody i autorka
  - Estelle Getty, amerykańska aktorka
  - Victor McKusick, amerykański genetyk kliniczny
- 21 lipca
  - Jan Banucha, polski scenograf teatralny i filmowy
  - Knut Boye, norweski ekonomista
  - Sidney Craig, kanadyjski przedsiębiorca
  - Khia Edgerton, amerykańska didżejka
  - Antoni Jaszczak, polski polityk, minister budownictwa w 2006 r. z rekomendacji Samoobrony
  - El Kazovsky, węgierski artysta i malarz pochodzenia rosyjskiego
  - Donald Stokes, Lord Stokes, angielski przedsiębiorca
  - Adil Zulfikarpašić, bośniacki biznesmen i filantrop
- 20 lipca
  - Célio de Castro, brazylijski polityk
  - Dinko Šakić, były komendant chorwackiego obozu
  - Donald Stokes, brytyjski przemysłowiec
  - Artie Traum, amerykański wokalista folkowy i gitarzysta
- 19 lipca
  - Dercy Gonçalves, brazylijska aktorka
  - Samudra Gupta, bengalski poeta
- 18 lipca
  - Terry Gibson, amerykański kierowca rajdowy
  - Tauno Marttinen, fiński kompozytor
  - George Niven, szkocki piłkarz
  - Khosrow Shakibai, irański aktor
  - Wojciech Skalmowski, polski krytyk literacki i eseista
  - Peter J. Welsh, australijski piłkarz
  - Olga Zawadzka, odznaczona medalem Sprawiedliwy wśród Narodów Świata za ratowanie Żydów w czasie II wojny światowej
- 17 lipca
  - Willi Birkelbach, niemiecki polityk
  - Creig Flessel, amerykański komik
  - Ma Prem Usha, indyjski tarocista i felietonista
  - John Hunt, Baron Hunt of Tanworth, brytyjski polityk i urzędnik państwowy
- 16 lipca
  - Stefan Csorich, polski hokeista, olimpijczyk
  - Roger Landes, brytyjski agent SOE
  - Jo Stafford, amerykańska piosenkarka
  - Lindsay Thompson, australijski polityk
- 15 lipca
  - Monica Dickinson, brytyjska trenerka koni wyścigowych
  - György Kolonics, węgierski kajakarz, olimpijczyk
  - Gionata Mingozzi, włoski piłkarz
  - Steve Peterson, amerykański dyrektor techniczny NASCARu
  - Giennadij Wolnow, rosyjski koszykarz, złoty olimpijczyk
- 14 lipca
  - Björn Berg, szwedzki artysta grafik
  - Yeshwant Vishnu Chandrachud, prezes Sądu Najwyższego Indii w latach 1978–1985
  - Maria Hrabowska, lekarz immunolog, harcmistrzyni, Przewodnicząca ZHP w latach 1996–2001
  - Slobo Ilijevski, amerykański bramkarz (St. Louis Steamers)
  - Henki Kolstad, norweski aktor
  - Hugh Lloyd, angielski aktor komediowy
  - Pavel Machonin, czeski socjolog
  - Katie Reider, amerykańska piosenkarka
  - Riek Schagen, duńska aktorka
  - Mike Schutte, południowoafrykański bokser
  - Steven Thomas, amerykański przedsiębiorca
  - Eric Turner, australijski czterokrotny morderca
- 13 lipca
  - Jerzy Borucki, polski geolog
  - Bronisław Geremek, polski polityk, przewodniczący Unii Wolności, minister spraw zagranicznych w latach 1997–2000, poseł Parlamentu Europejskiego
  - Bolesław Michał Nieczuja-Ostrowski, polski wojskowy, żołnierz podziemia
  - Dave Ricketts, amerykański sportowiec
- 12 lipca
  - Jewgienij Artiuchin, rosyjski zapaśnik, mistrz świata z 1983
  - Gianfranco Funari, włoski prezenter telewizyjny
  - Vili Kazasyan, bułgarski pianista
  - Jerzy Koenig, polski krytyk teatralny
  - Bobby Murcer, amerykański sportowiec
  - Olive Riley, najstarsza na świecie australijska blogerka
  - Tony Snow, amerykański polityk
  - Tsai Chao-yang, tajwański polityk (minister transportu i łączności)
- 11 lipca
  - Jerzy Andrzejewski, bibliotekarz polski, dyrektor Biblioteki Uniwersytetu Łódzkiego
  - Joe Barr, amerykański pisarz
  - Michael E. DeBakey, znany amerykański chirurg
  - Anatolij Pristawkin, rosyjski pisarz
  - Mieczysław Wołudzki, żołnierz AK, komendant Hufca ZHP w Głownie
- 10 lipca
  - Hiroaki Aoki, japoński przedsiębiorca
  - Bernard Cahier, francuski fotoreporter Formuły 1
  - Jakob Ejersbo, duński pisarz
  - Krystyna Kersten, polski historyk dziejów najnowszych, publicystka
  - Telesfor Nowak, polski sędzia
  - Mike Souchak, amerykański golfista
  - Ahmad Suradji, indonezyjski seryjny morderca
  - Yoji Totsuka, japoński fizyk
  - Alfred Tyszkiewicz, polski i litewski hrabia
  - Steve Mingori, amerykański sportowiec
- 9 lipca
  - Séamus Brennan, irlandzki polityk
  - Tomasz Lengren, polski aktor, reżyser i scenarzysta
  - Charles H. Joffe, amerykański producent filmowy
  - Ramesh Singh Munda, indyjski polityk
- 8 lipca
  - Alex d'Arbeloff, amerykański przedsiębiorca
  - Wieńczysław Gliński, polski aktor
  - Stanisław Głąb, profesor chemii, prorektor Uniwersytetu Warszawskiego
  - John Templeton, angielski filantrop
- 7 lipca
  - Bruce Conner, amerykański artysta
  - Bobby Durham, amerykański perkusista jazzowy
  - Yitzchok Dovid Groner, australijski rabin nurtu Chabad-Lubawicz
  - João Isidro, portugalski dziennikarz
  - Dorian Leigh, pierwsza w historii top-modelka
  - Clem McSpadden, amerykański polityk
  - Giovanni Viola, włoski futbolista
  - Fred Yates, angielski malarz
- 6 lipca
  - Jack C. Collins, australijski futbolista
  - Karel Hála, czeski śpiewak
  - Ambuya Mlambo, zimbabwijski prezenter radiowy i telewizyjny
  - Nonna Mordiukowa, rosyjska aktorka
  - Diana O’Brien, kanadyjska modelka
  - Mando Ramos, amerykański bokser
- 5 lipca
  - Leon Blank, polski pedagog tańca, tancerz i choreograf pochodzenia żydowskiego
  - Hasan Doğan, turecki prezydent tamtejszej federacji piłkarskiej
  - René Harris, nauruański polityk, wielokrotny prezydent tego kraju
  - Yukio Kudō, japoński poeta, eseista, tłumacz literatury polskiej
  - Thích Huyền Quang, wietnamski mnich buddyjski, patriarcha UBCV
  - Stanisław Witkowski, żołnierz AK i przyjaciel Jana Nowaka-Jeziorańskiego
- 4 lipca
  - Thomas M. Disch, amerykański autor fantastyki
  - Zbigniew Gertych, polski naukowiec, członek rzeczywisty PAN, Wielki Mistrz Wielkiego Wschodu Polski
  - Jesse Helms, amerykański polityk
  - Evelyn Keyes, amerykańska aktorka
  - Terrence Kiel, amerykański piłkarz
  - Agneta Prytz, szwedzka aktorka
  - Pai Wen-cheng, tajwański biznesmen
  - Charles Wheeler, brytyjski pisarz
- 3 lipca
  - Dan Cook, amerykański pisarz i wydawca
  - Ernie Cooksey, angielski piłkarz
  - Colin Cooper, brytyjski wokalista i saksofonista
  - Larry Harmon, amerykański komik
  - Harald Heide-Steen jr., norweski aktor, komik i piosenkarz
  - Clive Hornby, angielski aktor
  - Noel Sayre, amerykański skrzypek
  - Oliver Schroer, kanadyjski skrzypek
  - Bronisław Seyda, polski lekarz
  - Sayed Umerali Shihab Thanga, indyjski Kadi
- 2 lipca
  - Abdel Wahab Elmessiri, egipski polityk
  - Eric Lieber, amerykański producent telewizyjny
  - Krzysztof Markuszewski, polski dziennikarz, historyk, pisarz
  - Joe Nhlanhla, afrykański polityk
  - Simone Ortega, hiszpańska autorka kulinarna
  - Natasha Shneider, rosyjska wokalistka zespołu Eleven
  - Elizabeth Spriggs, angielska aktorka
- 1 lipca
  - Clay Felker, amerykański redaktor i dziennikarz
  - Mel Galley, brytyjski gitarzysta, były członek grupy Whitesnake
  - Mogens Glistrup, duński działacz polityczny, prawnik i założyciel Partii Postępu
  - Robert Harling, angielski drukarz
  - Jan Lagierski, polski sędzia siatkarski i działacz sportowy
  - Dejan Medaković, serbski historyk, profesor, prezes Akademii Nauk i Sztuk (1999–2003)
  - Szczepan Pieniążek, polski botanik, humanista i pedagog
  - John Pont, amerykański trener piłkarski drużyn akademickich
  - Mark Dean Schwab, amerykański morderca
  - Mirosław Sowiński, polski piłkarz
  - Jules Tygiel, amerykański profesor i autor
  - Erich Witte, niemiecki śpiewak (tenor)

## Czerwiec 2008
- 30 czerwca
  - Aleksander Fursienko, rosyjski historyk, członek Rosyjskiej Akademii Nauk
- 29 czerwca
  - Hans Caninenberg, niemiecki aktor
  - Don Davis, amerykański aktor
  - Anka Kowalska, polska poetka, prozaiczka i dziennikarka
  - Janusz Jęczmyk, polski poeta
- 28 czerwca
  - Irina Baronowa, rosyjska balerina, tancerka
  - Nicolae Linca, rumuński sportowiec, złoty medalista olimpijski
  - Rusłana Korszunowa, kazachska modelka pochodzenia rosyjskiego
- 27 czerwca
  - Lenka Reinerová, czeska tłumaczka, pisarka i autorka
  - Michael Turner, amerykański autor komiksów
- 26 czerwca
  - Maria Dembowska, polska bibliotekarka i bibliograf
  - Vladimír Plulík, słowacki taternik i himalaista
- 25 czerwca
  - Gerard Batliner, liechtensteiński polityk, premier w latach 1962–1970
  - Ałła Kazanskaja, rosyjska aktorka
  - Walter Netsch, amerykański architekt
- 24 czerwca
  - Leonid Hurwicz, amerykański ekonomista, laureat Nagrody Nobla
  - Wiktor Kuźkin, radziecki hokeista, trener, trzykrotny mistrz olimpijski
  - Józef Szajna, polski malarz, scenograf, reżyser, w czasie wojny więzień obozów w Oświęcimiu i Buchenwaldzie
- 23 czerwca
  - Arthur Chung, prezydent Gujany w latach 1970–1980
  - Marian Glinka, polski aktor
  - Judith Holzmeister, austriacka aktorka
  - Włado Taneski, macedoński pisarz i dziennikarz, seryjny zabójca
- 22 czerwca
  - Natalia Biechtieriewa, rosyjska psycholog
  - George Carlin, amerykański komik, aktor i laureat nagrody Grammy
  - Dody Goodman, amerykańska aktorka
  - Klaus Michael Grüber, niemiecki dyrektor teatralny
  - Witold Karczewski, polski lekarz, przewodniczący KBN, członek Rady Ministrów 1991-95
  - Fiodor Ugłow, rosyjski lekarz
- 21 czerwca
  - Andrzej Cencora, polski lekarz chirurg, profesor UJ
  - Paweł Świderski, konsul honorowy Federacyjnej Republiki Brazylii
  - Julian Pałka, polski uczony, profesor Politechniki Krakowskiej
  - Christopher Johnson, amerykański wokalista grupy rockowej Useless
  - Miroslav Levora, czeski kierowca rajdowy
  - Pavla Trebinova, czeska pilotka rajdowa
  - William Vince, kanadyjski producent filmowy
- 20 czerwca
  - Piotr Łazarkiewicz, polski reżyser i scenarzysta
  - Anna Dejner (Maniecka), lekkoatletka, mistrzyni Polski w biegu 400 m ppł 1982
- 19 czerwca
  - Joanna Ładyńska-Wysota, polska aktorka
  - David Caminer, brytyjski informatyk
  - Tim Carter, angielski piłkarz, bramkarz
  - Barun Sengupta, bengalski dziennikarz
- 18 czerwca
  - Jean Delannoy, francuski reżyser filmowy
  - Mikołaj Łogosz, polski działacz partyjny i samorządowy, prezydent Chełma (1988–1990)[15]
  - Tasha Tudor, amerykańska ilustratorka, autorka książek dla dzieci
- 17 czerwca
  - Cyd Charisse, amerykańska aktorka i tancerka
  - Henryk Mandelbaum, świadek buntu w KL Auschwitz i uciekinier z „marszu śmierci”
  - Tsutomu Miyazaki, japoński seryjny morderca
  - Walerij Trusznikow, rosyjski polityk, członek Rady Federacji Rosyjskiej
  - Andrzej Wojdyło, działacz Solidarności, wojewoda ciechanowski
- 16 czerwca
  - Mario Rigoni Stern, włoski pisarz
- 15 czerwca
  - Stan Winston, amerykański nadzorca efektów specjalnych
- 14 czerwca
  - Syed Wajid Ali, pakistański działacz sportowy
  - Jamelão, brazylijski muzyk samby
  - Łazar Krawiec, rosyjski piłkarz
  - Esbjörn Svensson, szwedzki pianista jazzowy
- 13 czerwca
  - Traci Michaelz, kalifornijski perkusista grupy The Peppermint Creeps
  - Tim Russert, amerykański prezenter telewizyjny
  - Gertrude Fröhlich-Sandner, austriacki polityk
- 12 czerwca
  - Anatolij Kalinin, rosyjski pisarz
  - Gunther Stent, niemiecki biolog molekularny
- 11 czerwca
  - Ove Andersson, były szef zespołu Formuły 1 – Toyoty
  - Miroslav Dvořák, czeski hokeista
  - Taras Kermauner, słoweński historyk i filozof
  - Võ Văn Kiệt, wietnamski polityk, w 1988 p.o. i od 1991 do 1997 premier Wietnamu
  - Adam Ledwoń, polski piłkarz, reprezentant Polski w latach 1993–1998[16]
- 10 czerwca
  - Czingiz Ajtmatow, kirgiski pisarz, jeden z animatorów „pieriestrojki”
  - Ljuben Diłow, bułgarski pisarz science fiction
- 9 czerwca
  - Karen Asrjan, ormiański szachista
  - Algis Budrys, amerykański pisarz
  - Josef Minsch, szwajcarski sportowiec, olimpijczyk
- 8 czerwca
  - Šaban Bajramović, serbski piosenkarz
  - Peter Rühmkorf(inne języki), niemiecki pisarz
  - Krzysztof Toboła, polski satyryk, karykaturzysta i ilustrator
- 7 czerwca
  - Rudy Fernandez, filipiński aktor
  - Joseph Kabui, papuaski polityk, przywódca secesjonistów z wyspy Bougainville
  - Mustafa Khalil, egipski polityk, w latach 1978–1980 premier
  - Jim McKay, amerykański dziennikarz sportowy
  - Dino Risi, włoski reżyser filmowy
  - Horst Skoff, austriacki tenisista
  - Erick Wujcik, amerykański twórca gier fabularnych i komputerowych
- 6 czerwca
  - Zbigniew Jedliński, polski uczony, członek PAN
  - Tadeusz Kwiatkowski-Cugow, polski poeta, prozaik, eseista i satyryk
  - Ferenc Sánta, węgierski pisarz
- 5 czerwca
  - Józef Browarski, polski piłkarz Garbarni
- 4 czerwca
  - Iwan Herasymow, ukraiński polityk
  - Agata Mróz-Olszewska, polska siatkarka
  - Nikos Serjanopulos, grecki aktor
- 3 czerwca
  - Tadeusz Koc, polski pilot myśliwski, ostatni żyjący dowódca Dywizjonu 303
  - Piotr Skórzyński, polski dziennikarz i publicysta, działacz opozycji politycznej w PRL
  - Grigorij Romanow, rosyjski polityk, były minister
- 2 czerwca
  - Adam Daraż, polityk ZSL i PSL, senator III kadencji
  - Bo Diddley, afroamerykański muzyk bluesowy i rock and rollowy
  - Ferenc Fejtő, węgierski historyk
  - Mel Ferrer, amerykański aktor, reżyser i producent
- 1 czerwca
  - Alton Kelley, amerykański artysta psychodeliczny
  - Tommy Lapid, izraelski dziennikarz, polityk
  - Yves Saint Laurent, francuski projektant mody

## Maj 2008
- 31 maja
  - Przemysław Urbański, kierownik w Katedrze Siłowni Okrętowych na Wydziale Oceanotechniki i Okrętownictwa Politechniki Gdańskiej
- 30 maja
  - William Odom, amerykański generał
  - Lorenzo Odone, pierwowzór bohatera filmu Olej Lorentza
  - Boris Szachlin, radziecki gimnastyk, wielokrotny medalista olimpijski
- 29 maja
  - Luc Bourdon, kanadyjski hokeista
  - Paula Gunn Allen, amerykańska pisarka i poetka
  - Zbigniew Przyrowski, polski dziennikarz, publicysta, popularyzator nauki i techniki
- 28 maja
  - Sven Davidson, szwedzki tenisista
  - Lechosław Goździk, polski bohater przesilenia politycznego w październiku 1956
  - Jerzy Iwanowski, polski hipolog i jeździec
  - Gerhard Konzelmann, niemiecki wydawca
- 27 maja
  - Franz Künstler, ostatni austro-węgierski żołnierz i weteran I wojny światowej z armii Państw Centralnych,
- 26 maja
  - Jacek Drela, polski trener kickboxingu
  - Sydney Pollack, amerykański reżyser filmowy, aktor i producent
  - Stanisław Witowski-Iskrzyniak, polski malarz
- 25 maja
  - László Nedeczky, węgierski szermierz
  - Clementine Solignac, francuska rekordzistka długowieczności
  - Ernst Stuhlinger, niemiecki uczony
  - Camu Tao, amerykański raper
- 24 maja
  - Adam Baruch, izraelski dziennikarz, autor i krytyk sztuki
  - Buchuti Gurgenidze, gruziński szachista, arcymistrz od roku 1970
  - Fred Haines, amerykański scenarzysta
  - Stefan Jarzębski, polski naukowiec i polityk, b. minister ochrony środowiska
  - Robert Knox, brytyjski aktor dziecięcy
  - Józef Szaflik, historyk ruchu ludowego
- 23 maja
  - Cornell Capa, amerykański fotoreporter
  - Heinrich Kwiatkowski, niemiecki bramkarz, mistrz świata z 1954
- 21 maja
  - Michelle Meldrum, amerykańska piosenkarka rockowa
- 20 maja
  - Wiktor Borcow, rosyjski aktor
- 17 maja
  - Lionel Van Deerlin, amerykański polityk, członek Izby Reprezentantów (1963–1981)[17]
- 19 maja
  - Joachim Erwin, niemiecki polityk
  - Rimma Kazakowa, rosyjska poetka
  - Ryszard Kulesza, polski piłkarz, trener i działacz piłkarski, selekcjoner reprezentacji Polski
- 16 maja
  - Andrzej Warchał, polski aktor i reżyser filmów animowanych
- 15 maja
  - Tommy Burns, szkocki piłkarz, legenda Celticu Glasgow
  - Willis Eugene Lamb, amerykański fizyk, laureat Nagrody Nobla (1955)
  - Astrid Zachrison, szwedzka rekordzistka długowieczności
- 14 maja
  - Jurij Rytcheu, rosyjski pisarz
  - Roman Wapiński, polski naukowiec, członek PAN
- 13 maja
  - Bernardin Gantin, beniński duchowny katolicki, arcybiskup Kotonu, kardynał
  - Jan Krzemiński, żołnierz 1 Dywizji Pancernej
  - John Phillip Law, amerykański aktor
  - Colea Răutu, rumuński aktor
  - Saad al-Abdallah al-Salim Al Sabah, emir Kuwejtu w 2006
  - Costică Toma, rumuński piłkarz
- 12 maja
  - Lidiya Masterkova, francuska malarka pochodzenia rosyjskiego
  - Irena Sendlerowa, polska działaczka społeczna, Sprawiedliwa Wśród Narodów Świata
- 11 maja
  - Joyce Rambo, amerykańska wokalistka
  - John Rutsey, kanadyjski perkusista, członek Rush
- 10 maja
  - Leyla Gencer, turecka śpiewaczka operowa
- 8 maja
  - Eddy Arnold, amerykański muzyk country
  - Mieczysław Albert Krąpiec, były wieloletni rektor KUL, współtwórca tzw. lubelskiej szkoły filozoficznej
  - Helena Madurowicz-Urbańska, polska historyczka
  - François Sterchele, belgijski piłkarz, reprezentant Belgii
- 6 maja
  - Jan Holender, polski chodziarz
  - Andrzej Matuszewski, polski artysta, malarz, twórca happeningów
- 5 maja
  - Augustyn Dziedzic, polski nauczyciel podnoszenia ciężarów, olimpijczyk z Helsinek,
  - Witold Woyda, polski szermierz, dwukrotny mistrz olimpijski
- 4 maja
  - Miroslav Fajkus, czeski kierowca rajdowy
  - Andrzej Terej, polski producent filmowy
- 3 maja
  - Leopoldo Calvo-Sotelo, hiszpański polityk, premier
  - Tadeusz Pelc, polski realizator dźwięku i światła
  - Wojciech Sitek, polski socjolog
- 2 maja
  - Wojciech Dzieduszycki, polski aktor, śpiewak, dyrygent, dziennikarz, autor tekstów kabaretowych, działacz kulturalny
  - Hanna Poznańska-Linde, polska lekarka
- 1 maja
  - Paulo Amaral, brazylijski piłkarz i trener piłkarski
  - Anthony Mamo, maltański polityk, pierwszy prezydent Malty
  - Philipp Freiherr von Boeselager, niemiecki oficer, uczestnik zamachu na życie Adolfa Hitlera z 1944 r.

## Kwiecień 2008
- 30 kwietnia
  - Jan Łopuszański, polski fizyk teoretyk, profesor Uniwersytetu Wrocławskiego, członek Polskiej Akademii Nauk
  - Marian Michniewicz, polski biolog, fizjolog roślin
- 29 kwietnia
  - Albert Hofmann, szwajcarski chemik, znany przede wszystkim jako odkrywca LSD
  - Charles Tilly, amerykański historyk, socjolog i politolog
  - Mick Waller, brytyjski perkusista sesyjny
  - Eta Tyrmand, białoruska kompozytorka[18]
- 26 kwietnia
  - Zbigniew Olech, polski bokser
- 25 kwietnia
  - Enrico Donati, amerykański malarz pochodzenia włoskiego
  - Romuald Kukołowicz, polski profesor KUL, żołnierz AK i działacz niepodległościowy
  - Humphrey Lyttelton, brytyjski trębacz i klarnecista jazzowy, dziennikarz muzyczny
  - Benedykt Michewicz, polski menedżer, prezes spółki Anwil S.A.
  - Jean-Claude Varanne, francuski dziennikarz i polityk
- 24 kwietnia
  - Jimmy Giuffre, amerykański klarnecista i saksofonista
- 23 kwietnia
  - Ludwik Kubik, prawnik, płk Armii Krajowej, działacz WiN, więzień polityczny w latach 1947–1957
  - Jean-Daniel Cadinot, francuski reżyser i producent filmów pornograficznych
- 22 kwietnia
  - Paul Lavon Davis, amerykański piosenkarz, znany z przebojów „I Go Crazy” (1977) i „'65 Love Affair” (1982)
  - Ričardas Tamulis, litewski bokser, srebrny medalista olimpijski, trzykrotny mistrz Europy amatorów
- 21 kwietnia
  - Stanisław Makowski, polski filolog, wykładowca, autor prac poświęconych literaturze polskiego romantyzmu
  - Wiesław Ogórek, polski dyplomata, konsul RP w Niemczech i Estonii
  - Rajmund Szwonder, polski polityk, senator
- 20 kwietnia
  - Helena Domaszewska, polski historyk sztuki i muzealnik
  - Monica Lovinescu, rumuńska pisarka, dziennikarka, tłumaczka
  - Andrzej Pomian, polski historyk i pisarz emigracyjny
  - Kazimierz Tumiłowicz, polski działacz kombatancki
- 19 kwietnia
  - Alessandro Cevese, włoski ambasador w Afryce Południowej
  - Danuta Barbara Dziekańska, polska działaczka harcerska, siostra Jana Bytnara
  - Lawrence Hertzog, amerykański producent telewizyjny i scenarzysta
  - Leszek Kazimierz Pawłowicz, polski dziennikarz, komentator Radia Wolna Europa i Głosu Ameryki
  - Constant Vanden Stock, belgijski działacz piłkarski i przedsiębiorca
  - Germaine Tillion, francuska antropolog
  - Alfonso López Trujillo, kolumbijski kardynał, przewodniczący Papieskiej Rady Rodziny
- 18 kwietnia
  - Zoja Krachmalnikowa, rosyjska dysydentka i pisarka
  - Joy Page, amerykańska aktorka
  - Jarosław Rudniański, polski filozof i psycholog
- 17 kwietnia
  - Michał Buchwajc, polski działacz żydowski
  - Aimé Césaire, francuski poeta i działacz polityczny
  - Gwyneth Dunwoody, brytyjska polityk i dziennikarka, członek Izby Gmin (1966–1970, 1974–2008)[19]
  - Danny Federici, amerykański klawiszowiec znany z grupy E Street Band
  - Chris Gaffney, amerykański muzyk country
  - Rosario Sanchez, weteran Hiszpańskiej Obywatelskiej Wojny
  - Michaił Tanicz, rosyjski poeta
- 16 kwietnia
  - Przemysław Burchard, polski pisarz, reportażysta, podróżnik i wydawca
  - Lucia Cunanan, filipiński restaurator
  - Joe Feeney, irlandzki śpiewak (tenor)
  - Edward Lorenz, amerykański matematyk i meteorolog
  - Martin Spitzer, czeski żołnierz w czasie II wojny światowej
- 15 kwietnia
  - Hazel Court, amerykańska aktorka
  - Brian Davison, brytyjski perkusista znany z zespołu The Nice
  - Benoît Lamy, belgijski pisarz, filmowiec
  - Anna Rutkowska-Płachcińska, polski historyk
- 14 kwietnia
  - Ollie Johnston, amerykański animator
  - Zbigniew Schwarzer, polski wioślarz, olimpijczyk z Helsinek (1952) i Melbourne (1956)
- 13 kwietnia
  - Clifford Davies, amerykański producent, pianista i perkusista
  - Józefa Frysztakowa, polska poetka i malarka
  - Jerzy Krasowski, polski reżyser, aktor i kierownik artystyczny
  - Mark Speight, angielski prezenter telewizyjny
  - John Archibald Wheeler, amerykański fizyk
- 12 kwietnia
  - Cecilia Colledge, brytyjska łyżwiarka figurowa
  - Patrick Hillery, irlandzki polityk, prezydent
- 11 kwietnia
  - Claude Abbes, francuski piłkarz
  - Franciszek Duszeńko, polski Rzeźbiarz
  - Jan Pruszyński, polski prawnik
- 10 kwietnia
  - Ernesto Corripio y Ahumada, meksykański kardynał, arcybiskup miasta Meksyk
  - Elżbieta Fido-Drużyńska, artysta grafik, autorka ilustracji do książek
  - Marta Kłyszewska, polska tłumaczka
  - Anna Michalczuk, rosyjska poetka
- 9 kwietnia
  - Cedella Booker, jamajska piosenkarka i pisarka, matka muzyka reggae Boba Marleya
  - Andrzej Ostoja-Owsiany, polski działacz polityczny i pisarz
- 8 kwietnia
  - John Button, australijski polityk
  - Ludwik Hass, polski historyk
  - Stanley Kamel, amerykański aktor
  - Daniela Klemenschits, austriacka tenisistka
  - Paweł Wildstein, polski działacz środowisk mniejszości żydowskiej, pułkownik WP
- 7 kwietnia
  - Witalij Borowoj, rosyjski teolog i duchowny prawosławny[20]
  - Georgi Stojew, bułgarski pisarz
- 6 kwietnia
  - Danuta Szymańska, polski patomorfolog
- 5 kwietnia
  - Lakshman de Alwis, trener kadry Sri Lanki w maratonie
  - Jeyaraj Fernandopulle, lankijski polityk, minister komunikacji i transportu drogowego Sri Lanki
  - Charlton Heston, amerykański aktor
  - Kuruppe Karunaratne, lankijski olimpijczyk
  - Zbigniew Mikołajczak, polski dziennikarz, działacz turystyczny i społeczny
  - Aleksander Sałacki, jeden z ostatnich obrońców Lwowa i uczestników wojny polsko-bolszewickiej, rekordzista długowieczności
  - Kaku Yamanaka, japońska rekordzistka długowieczności, do momentu śmierci najstarsza mieszkanka swojego kraju
- 4 kwietnia
  - Sławomir Kościuk, polski porywacz
  - Francis Tucker, południowoafrykański kierowca
  - Stanisław Zagajewski, polski rzeźbiarz
- 3 kwietnia
  - Johnny Byrne, irlandzki pisarz
  - Hrvoje Ćustić, chorwacki piłkarz
- 2 kwietnia
  - Guy McElwaine, amerykański producent
  - Mona Seilitz, szwedzka aktorka
  - Witold Nowicki, polski księgowy, wieloletni reprezentant Polski w rozgrywkach szachów korespondencyjnych
  - Yakup Satar, ostatni turecki weteran I wojny światowej
  - Adam Studziński, polski duchowny katolicki, kapelan w II Korpusie Polskich Sił Zbrojnych na Zachodzie, generał brygady WP
  - Janina Waluk, polski socjolog i mediatorka
- 1 kwietnia
  - Mosko Alkalai, izraelski aktor
  - Péter Baczakó, węgierski ciężarowiec, złoty medalista Letnich Igrzysk Olimpijskich w Moskwie z 1980 r.
  - Sabin Balasa, rumuński reżyser
  - James Finney, angielski piłkarz
  - Waleria Fuksa, polska działaczka polonijna i kulturalna
  - Kazimierz Łydka, polski petrograf skał osadowych
  - Marvin Stone, amerykański koszykarz

## Marzec 2008
- 31 marca
  - Nikołaj Bajbakow, rosyjski ekonomista
  - Jules Dassin, amerykański reżyser
  - Halszka Osmólska, polski paleontolog
- 30 marca
  - Marie-Françoise Audollent, francuska aktorka
  - Dith Pran, kambodżański fotoreporter
- 29 marca
  - Josef Mikl, austriacki malarz i grafik
  - Emanuel Mink, polski wojskowy, dowódca kompanii podczas wojny domowej w Hiszpanii
  - Rajko Mitić, jugosłowiański piłkarz i trener, selekcjoner reprezentacji narodowej Jugosławii
- 28 marca
  - Jerzy Olechnowicz, syn białoruskiego pisarza i dramaturga Franciszka Alechnowicza
- 27 marca
  - Jean-Marie Balestre, francuski działacz sportowy, prezydent Międzynarodowej Federacji Samochodowej (FIA)
  - Władysław Pietrzak, polski działacz sportu motocyklowego
  - George Pruteanu, rumuński krytyk literacki, profesor i działacz polityczny
  - Bolesław Skowroński, polski specjalista w dziedzinie technologii chemicznej, dyrektor Instytutu Nawozów Sztucznych w Puławach
- 26 marca
  - Manuel Marulanda, kolumbijski przywódca teerrrystów z FARC
  - Gene Puerling, amerykański piosenkarz, wokalista formacji Hi-Lo
  - Aleksandr Teniagin, radziecki piłkarz, olimpijczyk z Helsinek
- 25 marca
  - Wilson Beaumont, nigeryjski piłkarz[21]
  - Jan Grzegorzewski, polski artysta
  - Józef Kazimierski, polski historyk, archiwista, działacz społeczny, prezes Mazowieckiego Towarzystwa Naukowego
  - Abby Mann, amerykański scenarzysta i twórca postaci Kojaka
  - Stefan Wilk, polski lekarz, działacz polonijny, doktor honoris causa AM w Warszawie
- 24 marca
  - Neil Aspinall, brytyjski producent muzyczny, manager finansowy Beatlesów
  - Rafael Azcona, hiszpański scenarzysta
  - Andrzej Kaczmarek, polski satyryk[22]
  - Janusz Kosiński, polski dziennikarz muzyczny
  - Piotr Penczek, polski chemik, specjalista w zakresie żywic polimerowych i epoksydowych
  - Richard Widmark, amerykański aktor
- 23 marca
  - Jacques Burko, francuski tłumacz
  - Andrzej Hulanicki, polski matematyk, członek Polskiej Akademii Nauk
  - Alina Margolis-Edelman, polska lekarka i działaczka społeczna
  - Waldemar Pilarski, polski biomechanik, publicysta, wykładowca SGGW
  - Adolfo Antonio Suárez Rivera, meksykański kardynał, arcybiskup Monterrey
- 22 marca
  - Tadeusz Bieniasz, polski wojskowy, pułkownik dyplomowany, autor publikacji z zakresu obronności w systemie szkolnym
  - Cachao López, kubański kontrabasista i kompozytor, pionier muzyki w stylu mambo
  - Józef Pilarz, polski polityk, członek Samoobrony i RLN, poseł na Sejm V kadencji
  - Andrzej Wyczański, polski historyk, członek Polskiej Akademii Nauk
- 21 marca
  - Gadżi Abaszyłow, dyrektor oddziału rosyjskiej telewizji państwowej RTR w Dagestanie
  - Paweł Dziekanowski, polski siatkarz
  - Hanna Górka, polski paleontolog
  - Andrzej Tadeusz Mazurkiewicz, polski polityk, działacz KPN i PiS, poseł I kadencji, senator IV, VI i VII kadencji
  - Michał Pajor, polski siatkarz
  - Nicolo Ricci, włoski kaskader[23]
  - Ilias Szurpajew, rosyjski dziennikarz telewizji państwowej[24]
- 20 marca
  - Zygmunt Augustowski, polski wojskowy, dowódca Ośrodka Dywersyjnego „Tumonty” V Odcinka „Wachlarze”, oficer Pułku 4 Ułanów Zaniemeńskich, brat Kazimierza Augustowskiego
  - Klaus Dinger, amerykański perkusista zespołów Neu! i Kraftwerk
  - Anna Kornacka, polska dziennikarka, publicystka „Exspressu Wieczornego”
  - Chantal Sebire, Francuzka, która cierpiała na nieuleczalny nowotwór twarzy i domagała się eutanazji
  - Ferdynand Maria Sycylijski, książę Castro, pretendent do tytułu głowy Królewskiej Rodziny Burbonów Sycylijskich
  - Włodzimierz Wajnert, polski architekt, malarz, rysownik, redaktor czasopism popularnonaukowych
  - Brian George Wilde, angielski aktor
  - Jerzy Wuensche, Polak wyróżnionym medalem „Sprawiedliwy wśród Narodów Świata”
- 19 marca
  - Arthur C. Clarke, brytyjski pisarz science fiction
  - Hugo Claus, flamandzki pisarz, malarz, reżyser filmowy
  - Czesław Dęga, polski dyplomata, ambasador RP na Kubie i Jamajce
  - Witold Lenkiewicz, polski specjalista w zakresie ogrodnictwa i publicysta
  - Mia Permanto, fińska piosenkarka
  - Raghuvaran, indyjski aktor
  - Paul Scofield, brytyjski aktor teatralny i filmowy
  - Michał Żywień, polski dziennikarz
- 18 marca
  - Marta Martelińska, polska piosenkarka, laureatka I nagrody Festiwalu Piosenki w Opolu w 1966 r.
  - Anthony Minghella, angielski reżyser (m.in. Angielski pacjent, Wzgórze nadziei, Utalentowany pan Ripley)
  - Justin Wright, amerykański animator
- 17 marca
  - Ola Brunkert, szwedzki perkusista sesyjny grupy ABBA
  - Jan Karnyski, polski pedagog i popularyzator tańca[25]
  - Zbigniew Kowalczyk, polski chemik, specjalista w dziedzinie katalizy heterogenicznej
  - Andrzej Luft, polski duchowny katolicki, historyk sztuki, prałat Jego Świątobliwości[26]
- 16 marca
  - Anura Bandaranaike, lankijski polityk
  - Daniel MacMaster, brytyjski wokalista grupy Bonham
  - Maria Izabela Marchlewska, wdowa po pierwszym dyrektorze Tatrzańskiego Parku Narodowego Marcelim Marchlewskim
  - Sławomir Maruszewski, polski zawodnik, sędzia, instruktor i popularyzator brydża sportowego
  - Jerzy Rudnicki, polski regionalista
  - Krystyn Strzelecki, polski lekarz, wyróżniony medalem „Sprawiedliwy wśród Narodów Świata”
- 15 marca
  - Mikey Dread, jamajski prezenter radiowy, producent i wokalista reggae
  - Vytautas Kernagis, litewski aktor, dyrektor i telewizyjny spiker
  - Fabian Kiebicz, polski aktor
  - Victoria „Vicki” L. Van Meter, amerykański pilot
- 14 marca
  - Alexander Bichkov, rosyjski pustelnik i przestępca
- 13 marca
  - Francis Cornejo, argentyński menedżer piłkarski, odkrywca talentu Maradony
  - Gus Giordano, amerykański muzyk, jeden z popularyzatorów tańca jazzowego
  - Chiara Lubich, włoska działaczka katolicka, założycielka Ruchu „Focolari”
  - Grzegorz Łozowski, polski kierownik produkcji
  - Andrzej Kruczyński, polski aktor, reżyser teatralny i pedagog
  - Paulos Faraj Rahho, iracki arcybiskup kościoła chaldejskiego w Mosulu
- 12 marca
  - Erwin Geschonneck, niemiecki aktor
  - Howard Morton Metzenbaum, amerykański polityk
  - Károly Németh, węgierski polityk, przewodniczący Rady Prezydialnej WRL
  - Lazare Ponticelli, francuski weteran, ostatni żyjący na świecie uczestnik I wojny światowej
  - Antoni Pospieszalski, polski filozof i dziennikarz
  - Maria Janina Ter-Oganjan, wdowa po publicyście i działaczu społecznym Leonie Ter-Oganjanie
- 11 marca
  - Marek Almert, polski tancerz
  - Mieczysław Pimpicki, polski chirurg, pionier medycyny sportowej, żołnierz AK
  - Adam Rayski, polski komunista, uczestnik francuskiego ruchu oporu
- 10 marca
  - Barry „Byrd” Burton, amerykański gitarzysta country
  - Zygmunt Jasionowski, polski artysta plastyk, współtwórca pomnika Bolesława Prusa w Warszawie
  - Jan Knoppek, polski polityk
  - Radovan Lukavský, czeski aktor
  - Jerzy Wójcik, polski tancerz, od 1999 dyrektor artystyczny Zespołu Pieśni i Tańca „Śląsk”
- 9 marca
  - Bill Hayward, amerykański producent filmowy
  - Barbara Siemiennikowa, rosyjska rekordzistka długowieczności, do momentu śmierci najstarsza mieszkanka Rosji
  - Zygmunt Szpaderski, polski muzyk, producent instrumentów perkusyjnych
- 8 marca
  - Carol Lesley Barnes, brytyjski prezenter telewizyjny i radioznawca
  - Andrzej Grabowski, polski dziennikarz, reżyser, scenarzysta, producent
  - Anna Teresa Guzicka-Granowska, wdowa po tenorze Jerzym Granowskim
  - Tomasz Kucharzewski, polski karateka i kick-boxer
  - Zygmunt Surowiec, polski polityk, prawnik, działacz ZSL, w latach 1985–1989 sekretarz Rady Państwa
- 7 marca
  - Andrzej Butkiewicz, polski działacz opozycji antykomunistycznej
  - Stanisław Garczarczyk, polski publicysta, dziennikarz sportowy „Gazety Poznańskiej”
  - Leon Greenman, brytyjski publicysta, jedyny Anglik będący w czasie II wojny światowej, więźniem Auschwitz-Birkenau
  - Jean Laurain, francuski polityk, deputowany, minister[27]
  - Francis Pym, brytyjski polityk, minister
- 6 marca
  - Peter Poreku Dery, ghański kardynał, arcybiskup Tamale
  - Gustaw Holoubek, polski reżyser, aktor, wieloletni dyrektor Teatru Dramatycznego w Warszawie
  - Stanislav Konopásek, czeski hokeista i trener hokejowy
  - Zygmunt Surowiec, działacz polskiego ruchu ludowego (SL, ZSL), poseł na Sejm PRL w latach 1969–1989
- 5 marca
  - Ryszard Dadlez, polski geolog i tektonik
  - Jan Harasymowicz, polski specjalista technologii maszyn obróbki skrawaniem, doktor honoris causa UTP w Bydgoszczy
  - Elfriede Kaun, niemiecka lekkoatletka
  - Władysław Pożaryski, polski geolog
  - Joseph Weizenbaum, niemiecki informatyk
  - Marian Wilczyński, polski piłkarz nożny i ręczny[28]
- 4 marca
  - Janusz Dzierżawski, polski popularyzator turystyki edukacyjnej, społecznik, przewodniczący Krajowej Rady Turystyki
  - Gary Gygax, amerykański autor gier fabularnych
  - Daniela Janina Krupska, polska działaczka podziemia niepodległościowego w czasie II wojny światowej, kawaler Orderu Uśmiechu
  - Malcolm McKenna, amerykański paleontolog, członek zagraniczny PAN[29]
  - Elena Nathanael, grecka aktorka filmowa
  - Jerzy Szandomirski, polski artysta fotografik
- 3 marca
  - Bertil Albertsson, szwedzki lekkoatleta, medalista olimpijski z 1948
  - Stanisław Korwin-Szymanowski, polski działacz harcerski, twórca Ruchu Programowo-Metodycznego ZHP „Ruch Kamykowy”
  - Annemarie Renger, niemiecka polityk
  - Norman Smith, brytyjski producent muzyczny (m.in. grup The Beatles, Pink Floyd)
  - Giuseppe Di Stefano, włoski śpiewak, tenor
- 2 marca
  - Jeff Healey, kanadyjski gitarzysta bluesowy i jazzowy
  - Frederick Seitz, amerykański fizyk
- 1 marca
  - Karol Anbild, polski kompozytor i dyrygent, dyrektor Filharmonii Świętokrzyskiej
  - Cezary Czternastek, polski muzyk bluesowy
  - Raúl Reyes, kolumbijski rewolucjonista, rzecznik FARC
  - Maria Szulecka, polska pisarka
  - Andriej Tissin, rosyjski kajakarz, trener rosyjskiej reprezentacji kajakarzy
  - Gulliermo Enrique Torres, kolumbijski rewolucjonista, jeden z ideologów i wieloletni partyzant FARC[30]

## Luty 2008
- 29 lutego
  - Witalij Fiedorczuk, radziecki generał i polityk, przewodniczący KGB
  - Jan Wirix-Speetjens, holenderski biskup starokatolicki
- 28 lutego
  - Omelan Antonowycz, ukraiński prawnik, członek OUN
  - Gérard Calvet, francuski duchowny, założyciel i opat wspólnoty benedyktynów w Le Barroux
  - Zbigniew Galek, polski polityk, poseł I i II kadencji Sejmu, wójt gminy Postomino
  - Joseph Juran, amerykański teoretyk zarządzania
  - Janina Z. Klawe, polska tłumaczka literatury pięknej, historyk literatury portugalskiej i brazylijskiej
  - Mike Smith, brytyjski wokalista, członek formacji Dave Clark Five
  - Witold Wincenty Staniszkis, polski działacz polityczny, naukowiec, ojciec Jadwigi Staniszkis
  - Maria Szletyńska, polska dziennikarka, tłumaczka literatury angielskiej i francuskiej
- 27 lutego
  - Stefan Boratyński, polski dyplomata, publicysta, uczestnik tajnego nauczania podczas okupacji niemieckiej
  - William F. Buckley Jr., amerykański pisarz i publicysta
  - Leon Onichimowski, polski dziennikarz, redaktor naczelny miesięcznika „Kontynenty”
  - Ivan Rebroff, niemiecki śpiewak operowy (bas) i piosenkarz
  - Jerzy Suszko, polski literat
  - Jarosław Zabiega, polski dziennikarz motoryzacyjny, pracownik „Super Expressu”
- 26 lutego
  - Marcin Jurecki, polski zapaśnik, uczestnik igrzysk olimpijskich
  - Buddy Miles, amerykański perkusista, współzałożyciel zespołu Band Of Gypsys
- 25 lutego
  - Mushtaq Baig, pakistański wojskowy, generał, odpowiedzialny za służby medyczne armii pakistańskiej[31]
  - Jan Białocerkiewicz, polski prawnik, specjalista prawa międzynarodowego publicznego
  - Witold Domański, polski dziennikarz sportowy
  - Wiktor Grygorenko, polski kartograf
  - Juliusz Latomski, polski działacz społeczny i samorządowy, wykładowca akademicki
  - Static Major, amerykański raper
  - Stanisław Węgrzyn, polski specjalista genetyki i hodowli roślin
- 24 lutego
  - Paul Frère, belgijski kierowca wyścigowy Formuły 1
- 23 lutego
  - Janez Drnovšek, słoweński polityk, wieloletni premier i prezydent Słowenii
  - Irina Kazulin, żona białoruskiego opozycjonisty Aleksandra Kazulina[32]
  - Stan Lalowski, polski pianista
  - Denis Lazure, kanadyjski polityk
  - Hubert Lilliefors, amerykański statystyk
  - gen. Mirosław Milewski, polski polityk, minister spraw wewnętrznych PRL w latach 1980–1981
  - Stanisław Niewiadomski, polski architekt[33]
  - Josep Palau i Fabre, hiszpański pisarz
  - Marek Winiarski, polski muzyk, założyciel zespołu Bajm
- 22 lutego
  - Ruta Czaplińska, polska działaczka podziemia niepodległościowego, szef Wydziału Łączności NZW
  - Robert Danel, polski dziennikarz, regionalista
  - Rubens de Falco, brazylijski aktor, w Polsce znany z telenoweli Niewolnica Isaura
  - Dennis Letts, amerykański aktor broadwayowski
  - Joanna Wizmur, polska aktorka i reżyserka dubbingu
- 21 lutego
  - Paul-Louis Carrière, francuski biskup katolicki
  - Romana Czapik, polski botanik
  - Jerzy Flisak, polski rysownik
  - Joe Gibbs, jamajski producent reggae
  - Maria Jaczynowska, polska historyk, specjalista historii starożytnej
  - Mykoła Mazuryk, łemkowski rzeźbiarz ludowy
  - Emmanuel Sanon, haitański piłkarz, strzelec jedynych bramek dla reprezentacji Haiti na mistrzostwach świata
  - Krzysztof Wydrzycki, polski dziennikarz, naczelny miesięcznika „Świat Motocykli”
- 20 lutego
  - Stanisław Swatowski, polski sportowiec, lekkoatleta, dwukrotny olimpijczyk (1960, 1964)
  - Ignacy Święcicki, polski lotnik, pilot Polskich Sił Powietrznych na Zachodzie, weteran II wojny światowej
  - Wiktor Własow, rosyjski generał
- 19 lutego
  - Jerzy Andrzejewski, generał brygady MO
  - Natalija Biessmiertnowa, rosyjska primabalerina
  - Jegor Letow, rosyjski wokalista punkrockowy
  - Teo Macero, amerykański producent muzyczny, kompozytor i saksofonista
  - Lydia Shum Din-Ha, hongkońska aktorka znana z ról komediowych
  - David Watkin, angielski operator filmowy
- 18 lutego
  - Alain Ayache, francuski dziennikarz
  - Blu Crush, amerykański raper
  - Tomasz Górawski, polski perkusista deathmetalowy
  - Jim Jones, amerykański gitarzysta postpunkowej grupy Pere Ubu
  - Zdzisław Kaczmarek, polski uczony, specjalista hydrologii i gospodarki wodnej, członek rzeczywisty Polskiej Akademii Nauk
  - Andrzej Lenczowski, polski dziennikarz, redaktor naczelny „Dziennika Polskiego”
  - Alain Robbe-Grillet, francuski pisarz i filmowiec
  - Jelena Sabitowa, rosyjska bokserka
- 17 lutego
  - Gotfryd Kozera, polski specjalista uprawy roślin i nawożenia, były prorektor Akademii Rolniczej w Krakowie
  - Jacek Stachlewski, polski operator filmowy
- 16 lutego
  - Lesław Wacławik, polski śpiewak operowy, solista Opery Warszawskiej i Teatru Wielkiego w Warszawie
  - Erna Wallisch, niemiecka zbrodniarka wojenna, funkcjonariuszka obozu na Majdanku
- 15 lutego
  - Ajman Abu Fajed, palestyński terrorysta, przywódca Palestyńskiego Islamskiego Dżihadu
  - Steve Fossett, amerykański milioner i podróżnik[a]
  - Antoni Heda, polski wojskowy, generał brygady WP, dowódca oddziałów partyzanckich ZWZ i AK
  - Czesław Madajczyk, polski historyk, członek rzeczywisty Polskiej Akademii Nauk
  - Michaił Sołomiencew, rosyjski polityk, premier
  - Zbigniew Steinke, polski łyżwiarz i trener łyżwiarstwa figurowego
  - Józef Szamborski, polski patomorfolog
  - Tadeusz Szetela, polski ksiądz, prałat
- 14 lutego
  - Helmut Foreiter, polski piłkarz i trener piłkarski
  - Ewa Fryś-Pietraszkowa, polski etnograf i publicysta
  - Stephen Kazmierczak, amerykański student socjologii, sprawca masakry na Uniwersytecie Northern Illinois[34]
  - Perry Lopez, amerykański aktor, wystąpił w takich serialach jak: Star Trek czy Aniołki Charliego
  - Zygmunt Nieciecki, polski artysta grafik, modelarz znaków wodnych, wieloletni pracownik PWPW
  - Ryszarda Racewicz, polska śpiewaczka operowa i pedagog[35]
- 13 lutego
  - Michele Greco, włoski boss mafijny
  - Neville Holt, najstarszy australijski olimpijczyk
  - Kon Ichikawa, japoński reżyser filmowy
  - Roman Janusiewicz, polski animator kultury, organizator imprez estradowych i kampanii NIEĆPA
  - Jan Mazur, polski dziennikarz muzyczny
  - Henri Salvador, francuski piosenkarz, kompozytor i pionier rock and rolla we Francji
- 12 lutego
  - Piotr Amsterdamski, polski astronom, tłumacz, alpinista
  - David Groh, amerykański aktor
  - Hanna Jania, polska pielęgniarka i publicystka, redaktor naczelna miesięcznika „Pielęgniarka i położna”
  - Irena Kwaśniewska, polska rekordzistka długowieczności, żona felietonisty Stefana Kwaśniewskiego
  - Imad Mughniyeh, libański terrorysta, jeden z głównych dowódców Hezbollahu, zabójca blisko 400 osób
  - Badri Patarkaciszwili, gruziński opozycjonista, magnat finansowy i mediowy
  - Jean Prouff, francuski piłkarz i trener piłkarski
  - Józef Sanak, polski duchowny diecezji bielsko-żywieckiej, kapelan bielskiej „Solidarności”
  - Mieczysław Sawicki, polski wojskowy, generał brygady WP, działacz środowisk kombatanckich
  - Wojciech Sobecki, polski poeta
  - Dariusz Wlaźlik, polski działacz kulturalny założyciel w Lublinie pierwszej niezależnej galerii sztuki
  - Roman Wysocki, polski działacz sportowy, prezes Zachodniopomorskiego Okręgowego Związku Koszykówki
- 11 lutego
  - Mieczysław Bień, polski generał
  - Stephen Kipkorir, kenijski biegacz, olimpijczyk
  - Tom Lantos, amerykański polityk
  - Frank Piasecki, amerykański konstruktor lotniczy
  - Zbigniew Salwa, polski prawnik, specjalista w zakresie prawa pracy
  - Antoni Staruch, polski działacz społeczny, animator życia kulturalnego mniejszości ukraińskiej na Mazurach[36]
- 10 lutego
  - Ron Leavitt, amerykański scenarzysta, twórca serialu Świat według Bundych
  - Inga Nielsen, duńska śpiewaczka operowa
  - Waldemar Piepiórka, polski duchowny katolicki, kustosz Sanktuarium Matki Bożej Królowej Kaszub w Sianowie
  - Alfredo Reinado, timorski wojskowy, przywódca puczu
  - Roy Scheider, amerykański aktor
- 9 lutego
  - Frans Brands, belgijski kolarz
  - Jan Płócienniczak, polski prezenter telewizyjny, pułkownik MO
  - Arseniusz Romanowicz, polski architekt
  - Jazeh Tabatabai, irański artysta
  - Guy Tchingoma, gaboński piłkarz
  - Trichen Jurme Kunzang Wangyal, tybetański duchowy przywódca
- 8 lutego
  - Eva Dahlbeck, szwedzka aktorka
  - Jan Góral, polski piłkarz i trener[37]
  - Chua Ek Kay, singapurski artysta
  - Phyllis Whitney, amerykański pisarz
- 7 lutego
  - Alberto Bustamante Belaunde, peruwiański polityk, premier Peru
  - Andrew Bertie, angielski duchowny, wielki mistrz zakonu joannitów
  - Hoàng Minh Chính, wietnamski dysydent
  - Jewgienij Czywilichin, rosyjski biznesman
  - Tamara Desni, niemiecka aktorka
  - Zygmunt Garłowski, polski piłkarz, reprezentant Polski
  - Sławomir Kulpowicz, polski pianista jazzowy
  - Gaj Sewerin, rosyjski naukowiec, członek Rosyjskiej Akademii Nauk
  - Felicja Sieracka, polska szarytka
- 6 lutego
  - Eduardo Bonnín Aguiló, hiszpański świecki, założyciel ruchu Cursillos de Cristiandad
  - John Alvin, amerykański plakacista, autor billboardów i reklam
  - Jerzy Fabijanowski, polski leśnik, profesor Akademii Rolniczej w Krakowie
  - Józef Gąsienica Daniel, polski sportowiec specjalizujący się w kombinacji norweskiej
  - Ruth Stafford Peale, amerykańska działaczka religijna
  - Tony Rolt, brytyjski kierowca Formuły 1
- 5 lutego
  - Hubert Drapella, polski reżyser filmowy
  - Katarzyna Maciejko-Kowalczyk, polska montażystka, autorka filmów dokumentalnych
  - Maharishi Mahesh Yogi, hinduski guru The Beatles
  - Timothy Stetson, brytyjski aktor
- 4 lutego
  - Tata Güines, kubański muzyk
  - Blandyna Kaniewska-Wójcik, polska konserwatorka dzieł sztuki
  - Harry Richard Landis, amerykański weteran I wojny światowej
  - Sebastian Malinowski, polski działacz społeczny, założyciel i kustosz muzeum Kanału Bydgoskiego
  - Stefan Meller, polski polityk, były minister spraw zagranicznych
  - Borys Nebijeridze, radziecki i ukraiński reżyser, aktor i scenarzysta
  - Peter Thomas, brytyjski polityk, minister ds. Walii
- 3 lutego
  - Rosa Berlusconi, matka byłego premiera Włoch Silvio Berlusconiego
  - Sheldon Brown, amerykański mechanik rowerowy
  - Anna Waga Popieluch, polski architekt, wielokrotna medalistka mistrzostw Polski w narciarstwie alpejskim
- 2 lutego
  - Earl Butz, amerykański sekretarz rolnictwa w administracji Richarda Nixona i Geralda Forda
  - Marian Cichoń, profesor zwyczajny, doktor habilitowany nauk ekonomicznych, polski specjalista towaroznawstwa przemysłowego
  - Stefan Kwiatkowski, polski samorządowiec i inżynier metalurgii, w latach 1990–1991 prezydent Chorzowa
  - Joshua Lederberg, amerykański genetyk i mikrobiolog, laureat Nagrody Nobla (1958)
  - Barry Morse, brytyjski aktor
- 1 lutego
  - Beto Carrero, brazylijski biznesmen
  - Władysław Kawula, polski piłkarz, obrońca, długoletni zawodnik Wisły Kraków
  - Shell Kepler, amerykański aktor
  - Wiesław Kodym, polski dziennikarz, współpracownik „Sztandaru Młodych”. Autor książek popularnonaukowych, m.in. „Czarci Jar”, „Wiedeński Walc” oraz „Wysłannik z Rio Negro”.
  - Henryk Lewandowski, polski działacz środowisk represjonowanych i kombatantów żydowskich czasów II wojny światowej
  - Robert Tetsu, francuski rysownik

## Styczeń 2008
- 31 stycznia
  - Veronika Bayer, niemiecka aktorka
  - František Čapek, czeski kajakarz, złoty medalista Letnich Igrzysk Olimpijskich z 1948 r.
  - Jan Ferdynand Tkaczyk, polski pedagog, dyrygent i kierownik artystyczny Zespołu Pieśni i Tańca Politechniki Warszawskiej
  - Giorgio Tadeo, włoski śpiewak operowy
  - David Kimutai Too, kenijski polityk
  - Stefan Ziętowski, polski działacz i współtwórca Towarzystwa Przyjaźni Polsko-Islandzkiej, kawaler Orderu Sokoła Islandzkiego
- 30 stycznia
  - Piotr Stasik, polski fotografik[38]
  - Jan Szczerbiński, polski działacz środowisk górniczych, długoletni wiceprezes Wyższego Urzędu Górniczego
  - Czesław Świrta, polski operator filmowy
- 29 stycznia
  - Jacek Baszkiewicz, polski kabareciarz, współtwórca poznańskiego Kabaretu „Pod Spodem”
  - Raymond Jacobs, amerykański żołnierz piechoty morskiej, weteran II wojny światowej
  - Leszek Owsiany, polski lotnik, porucznik pilot Polskich Sił Powietrznych na Zachodzie, weteran II wojny światowej
  - Margaret Truman, amerykańska pisarka
  - Mugabe Were, kenijski polityk
- 28 stycznia
  - Christodoulos I, grecki duchowny prawosławny, arcybiskup Aten, zwierzchnik greckiego kościoła prawosławnego
  - Edward Jurjewicz, polski rzeźbiarz
  - Jan Pakulski, polski historyk
  - Zygmunt Pancewicz, polski specjalista w zakresie konstrukcji metalowych, profesor Akademii Rolniczo-Technicznej w Olsztynie
  - Antoni Podraza, polski historyk, honorowy prezes PSL
  - Józef Polok, polski aktor i satyryk
  - Stanisław Trybuła, polski matematyk i statystyk
- 27 stycznia
  - Gordon B. Hinckley, amerykański duchowny, prezydent i prorok Kościoła Jezusa Chrystusa Świętych w Dniach Ostatnich (mormonów)
  - Anna Loginowa, rosyjska modelka, właścicielka pierwszej w Rosji agencji ochrony złożonej wyłącznie z kobiet[39]
  - Hadji Mohamed Suharto, indonezyjski polityk, wojskowy, wieloletni prezydent państwa
- 26 stycznia
  - Zofia Ehrenkreutz, Polka, synowa Stefana Ehrenkreutza i Cezarei Baudouin de Courtenay
  - George Habash, palestyński, lekarz, założyciel Ludowego Frontu Wyzwolenia Palestyny
  - Karol Podgórski, polski prawnik[40][41]
  - Rafał Sztencel, polski matematyk, publicysta, wykładowca na Wydziale Matematyki, Informatyki i Mechaniki UW
- 25 stycznia
  - Christopher Allport, amerykański aktor telewizyjny
- 24 stycznia
  - Antoni Piędel, polski żołnierz, w momencie śmierci był prawdopodobnie ostatnim żyjącym żołnierzem armii gen. Józefa Hallera
  - Jerzy Siudy, polski żeglarz, dziewięciokrotny mistrz Polski
- 23 stycznia
  - 20 ofiar katastrofy lotniczej w Mirosławcu w tym generał brygady Andrzej Piotr Andrzejewski i pułkownik Jerzy Piłat
  - Stanisław Ludwig, polski żeglarz, weteran II wojny światowej
  - Wesley Ngetich, kenijski maratończyk
  - Krzysztof Pol, polski pisarz i publicysta prawniczy, autor Pocztu prawników polskich
  - Mieczysław Teisseyre, polski specjalista w zakresie budowy i eksploatacji maszyn, publicysta, powstaniec warszawski
- 22 stycznia
  - Gabriel Marie Jean Ériau, francuski polityk, gubernator Nowej Kaledonii
  - Heath Ledger, australijski aktor
  - Zachariasz Łyko, polski publicysta, pastor adwentystyczny, doradca Zarządu Kościoła Adwentystów Dnia Siódmego
  - Claude Piron, językoznawca, esperantysta, tłumacz w ONZ i WHO
  - Ștefan Niculescu, rumuński kompozytor
  - Marie Smith, ostatnia osoba posługująca się językiem eyak
- 21 stycznia
  - Zdzisław Beryt, polski dziennikarz, felietonista i krytyk filmowy[42]
- 20 stycznia
  - Louis de Cazenave, francuski weteran I wojny światowej, najstarszy mieszkaniec kraju
  - Duilio Loi, włoski bokser, mistrz świata w wadze junior półśredniej z 1961 roku
  - Edmund Prost, polski specjalista w zakresie weterynarii, rektor AR w Lublinie, redaktor naczelny „Medycyny Weterynaryjnej”[43]
  - Jerzy Sapecki, polski aktor i model, prezenter w firmie Moda Polska
  - Krystyna Wyhowska, polska dziennikarka
- 19 stycznia
  - Teomil Kemilew, bułgarski artysta plastyk i fotografik
  - Miles Lerman, amerykański założyciel Muzeum Holocaustu[44]
  - Andy Palacio, belizeński muzyk
  - Suzanne Pleshette, amerykańska aktorka
  - John Stewart, amerykański piosenkarz i tekściarz, członek zespołu The Kingston Trio
  - Trevor Oliver Taylor, brytyjski muzyk, członek zespołu Bad Boys Blue
- 18 stycznia
  - Lois Nettleton, amerykańska aktorka
  - Mikael Olofsson, szwedzki biegacz na orientację[45]
  - Ahmed Sanakrah, palestyński przywódca oddziału Brygad Męczenników Al-Aksy
  - Jerzy Strzałkowski, polski dziennikarz, redaktor „Życia Warszawy”
  - Przemysław Wójcik, polski autor publikacji poświęconych socjologii elit władzy oraz problemom polityki społecznej
- 17 stycznia
  - Carlos, francuski piosenkarz
  - Julian Dąbrowski, polski żołnierz, uczestnik wojny obronnej 1939 r., Zasłużony Obywatel Miasta Mławy
  - Andrzej Fedorowicz, polski działacz opozycji antykomunistycznej, twórca II Programu Radia „Solidarność”
  - Bobby Fischer, amerykański szachista, były mistrz świata
  - Julian Jabczyński, polski aktor
  - Elżbieta Kawenoki-Minc, polski lekarz, reumatolog, prezes Zarządu Głównego Polskiego Towarzystwa Reumatologicznego
  - Heinz Perne, niemiecki pallotyn
  - Andrzej Szuster, polski specjalista w dziedzinie hydrotechniki i mechaniki płynów
  - Jinzō Toriumi, japoński scenarzysta
  - Daniel Wołodźko, polski dziennikarz, korespondent RMF FM z Olsztyna, współzałożyciel zespołu muzycznego UCOM
- 16 stycznia
  - Giorgi Bagration-Muchrani, książę dynastii Bagratydów, pretendent do tronu Gruzji
  - Elżbieta Góralczyk-Kodrnja, polska aktorka, odtwórczyni roli Anuli w serialu Wojna domowa
  - Nikoła Klusew, macedoński polityk, pierwszy premier niepodległej Macedonii
  - Adam Krzysztofiak, polski skoczek narciarski, wielokrotny reprezentant Polski
  - Pierre Lambert, francuski trockista
  - Marcin Małecki, polski kompozytor i pianista jazzowy
  - Walid Obeidi, palestyński przywódca zbrojnego ramienia Islamskiego Dżihadu na Zachodnim Brzegu Jordanu
  - Zdislav Tabara, czeski hokeista i trener, twórca sukcesów hokejowego klubu HC Vsetín
  - Chen Xilu, chiński duchowny katolicki, ordynariusz diecezji Hengshui[46]
- 15 stycznia
  - Fadil Paçrami, albański dramaturg i polityk
  - Brad Renfro, amerykański aktor, były dziecięcy gwiazdor filmów Klient i Tom i Huck
- 14 stycznia
  - Wojciech Adamiecki, polski dziennikarz, reportażysta, tłumacz, dyplomata, ambasador RP w Tel Awiwie
  - Józef Bartosik, polski kapitan marynarki i brytyjski kontradmirał
  - Justyna Kreczmarowa, polska aktorka, członek ZASP
  - Vincenz Liechtenstein, austriacki polityk
  - Jason MacIntyre, brytyjski kolarz, trzykrotny mistrz Wielkiej Brytanii w kolarskiej jeździe na czas
- 13 stycznia
  - Maria Donaj, polska działaczka kombatancka
  - Henryk Górski, polski kartograf
  - Karol Jonca, polski prawnik, publicysta, profesor zwyczajny Uniwersytetu Wrocławskiego
  - Sergej Larin, litewski tenor
- 12 stycznia
  - Leszek Jezierski, polski piłkarz i trener piłkarski
  - Antoni Kazimierz Oppenheim, Dokotor Honoris Causa Politechniki Warszawskiej
  - Alexandre de Paris, francuski fryzjer-stylista
  - Stanisław Wycech, polski żołnierz, do 2008 r., najstarszy żyjący weteran I wojny światowej i Bitwy warszawskiej
- 11 stycznia
  - Henryk Alber, polski muzyk, wirtuoz gitary, kompozytor, aranżer
  - Pepín Bello, hiszpański intelektualista
  - Pete Candoli, amerykański trębacz jazzowy
  - Steve Harris, brytyjski perkusista jazzowy
  - Paweł Heintsch, polski ksiądz i poeta
  - Edmund Hillary, nowozelandzki himalaista i polarnik, pierwszy zdobywca Mount Everest
  - Tadeusz Powałowski, polski specjalista w zakresie ultradźwięków w medycynie
  - Mieczysław Widaj, polski sędzia odpowiedzialny za skazanie na śmierć 106 żołnierzy podziemia niepodległościowego
- 10 stycznia
  - Rod Allen, brytyjski piosenkarz i basista, członek zespołu The Fortunes
  - Christopher Bowman, amerykański łyżwiarz figurowy
  - Stefan Nędzyński, polski działacz związkowy, Honorowy Członek NSZZ „Solidarność”
  - Maila Nurmi, amerykańska prezenterka, prowadząca program The Vampira Show
- 9 stycznia
  - Jadwiga Czarnecka, polska bibliotekarka, organizatorka bibliotek publicznych, autorka podręczników i poradników bibliotekarskich
  - Helena Czirinda, polska aktorka, wyróżniona medalem „Sprawiedliwy wśród Narodów Świata”[47]
  - Stanisław Czubaty, polski pedagog, współorganizator drużyn walterowskich, ojciec historyka Jarosława Czubatego
  - Zygmunt Halka, polski fotografik, tłumacz, podróżnik i żeglarz
  - Maria Heydel, polska historyczka sztuki, współautorka Słownika Artystów Polskich
  - Marian Małysiak, polski duchowny katolicki, prałat, kapelan Ojca Świętego Jana Pawła II, brat ks. bp Albina Małtysiaka[48]
  - Kazimierz Milner, polski poseł na Sejm II i III kadencji
  - Irena Pomorska, polski egiptolog, uczestniczka badań wykopaliskowych w Tell Atrib, Aleksandrii i Dolinie Królów
  - Piotr Szwemin, polski specjalista w dziedzinie techniki próżni i technologii próżniowych
- 8 stycznia
  - D.M. Dassanayake, lankijski minister ds. integracji narodowej
  - Moshe Levi, izraelski polityk i wojskowy
  - Napoleon Mitraszewski, polski pisarz, prozaik, pedagog i animator kultury w środowisku osób niewidomych[49]
  - Mohammad Sadli, indonezyjski polityk
  - Jadwiga Żukowska, polska realizatorka filmów dokumentalnych
- 7 stycznia
  - Philip Agee, amerykański pisarz, agent CIA[50]
  - Maryvonne Dupureur, francuska lekkoatletka
  - Alwyn Schlebusch, południowoafrykański polityk okresu Apartheidu
  - Remigiusz Szczęsnowicz, polski dziennikarz
- 6 stycznia
  - Jan Fudala, gorczański poeta, malarz, satyryk
  - Halina Gaińska, polska działaczka opozycji antykomunistycznej[51]
  - Danuta Mancewicz, polska aktorka
  - Bolesław Winiarski, polski ekonomista, specjalista w zakresie planowania regionalnego i przestrzennego, wykładowca akademicki
- 5 stycznia
  - Pierre Louis Angeli, francuski gubernator i wysoki komisarz Polinezji Francuskiej
  - Raymond Forni, francuski polityk socjalistyczny, przewodniczący Rady Regionalnej Franche-Comté
  - Kevin Hannan, amerykański językoznawca i slawista
  - Edward Kłosiński, polski operator filmowy, autor zdjęć m.in. do Człowieka z marmuru
  - Byron Zappas, grecki szachista, arcymistrz kompozycji szachowej
- 4 stycznia
  - Andrzej Gomuliński, polski specjalista w dziedzinie mechaniki budowli, lektor Radia „Solidarność”
  - Marianne Kiefer, niemiecka aktorka
  - Tadeusz Zawadzki, polski historyk
- 3 stycznia
  - Krzysztof Ciepliński, polski gitarzysta i wiolonczelista, członek zespołów Grupa Dominika i Homo Homini
  - Natasha Collins, brytyjska aktorka i modelka
  - Milt Dunnell, kanadyjski dziennikarz sportowy, wieloletni publicysta „Toronto Star”
  - Janusz Duński, polski artysta teatralny
  - O.G. Style, amerykański raper
  - Lisandro Otero(inne języki), kubański pisarz i publicysta
  - Wiesław Prichodko, polski działacz turystyczny, organizator obozów wędrownych dla warszawskiego śr. akademickiego[52][53]
  - Nikołaj Puzanow, rosyjski biathlonista
  - Oskar Saier, niemiecki duchowny katolicki, arcybiskup Freiburga[54][55]
  - Wanda Szaniawska, polski muzealnik, historyk-varsavianista, kustosz Muzeum Drukarstwa Warszawskiego
- 2 stycznia
  - Yo-Sam Choi, południowokoreański pięściarz, mistrz interkontynentalny WBO w wadze muszej[56]
  - Lee S. Dreyfus, amerykański polityk republikański, gubernator Wisconsin
  - Leon Jamroz, polski specjalista mechaniki odlewnictwa
  - Anna Kłodzińska, polska pisarka, autorka licznych powieści kryminalnych, dziennikarka
  - Ben Marlin, amerykański basista deathmetalowego zespołu Disgorge
- 1 stycznia
  - Peter Caffrey, irlandzki aktor
  - Pratap Chandra Chunder, indyjski polityk
  - Dennis Clifton, amerykański muzyk
  - Harold Corsini, amerykański fotograf
  - Harald Deilmann, niemiecki architekt
  - Irena Górska-Damięcka, polska aktorka i reżyserka teatralna, była dyrektorka Teatru Dramatycznego w Białymstoku
  - Erich Kaestner, ostatni niemiecki żołnierz I wojny światowej[57]
  - Thiyagarajah Maheswaran, lankijski polityk
  - Witold Papużyński, polski specjalista w zakresie techniki wysokich napięć
  - Lucas Sang, kenijski lekkoatleta, uczestnik Letnich Igrzysk Olimpijskich w Seulu w 1988 r.
  - Wanda Sieradzka de Ruig, polska dziennikarka, tłumaczka, autorka tekstów piosenek i scenariuszy telewizyjnych
  - Alina Szklarska-Lohmannowa, polska historyczka, wieloletnia zastępczyni redaktora naczelnego Polskiego Słownika Biograficznego
  - Sefer Yaşar, turecki polityk